# Citroën DS
Pour les articles homonymes, voir DS.
Ne doit pas être confondu avec DS Automobiles.

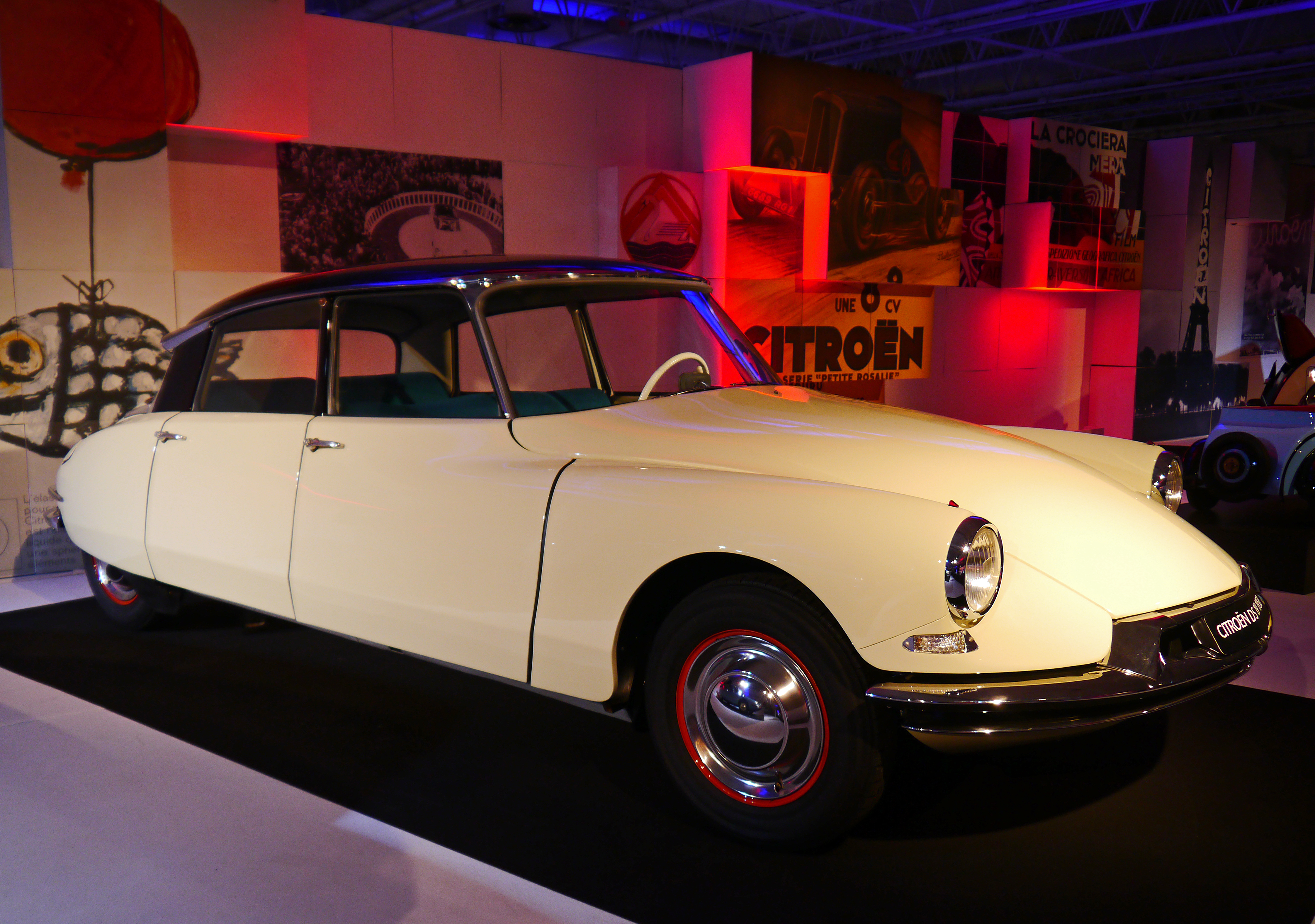
Modèle 1958 4 cylindres 1,9 L, de 75 ch.

La Citroën DS (nom formé de deux initiales accolées se prononçant « déesse ») et sa déclinaison simplifiée la Citroën ID (nom formé de deux initiales accolées se prononçant « idée ») sont commercialisées par Citroën entre 1955 et 1975, tout d'abord en berline puis en break et cabriolet. Le « D » vient probablement de l'usage du moteur le plus récent alors de Citroën, le « moteur série D », qui équipait la Traction 11 D jusqu'en juillet 1957. L'ID et la DS reprennent le même principe de la traction qui a fait la renommée de Citroën.

## Historique

### Conception
Dessinée par le sculpteur et designer italien Flaminio Bertoni en collaboration avec André Lefebvre, ingénieur issu de l'aéronautique, et l'ingénieur hydraulicien Paul Magès,, la DS aurait pu être en partie inspirée de la Studebaker Commander Starliner, dessinée par Raymond Loewy. Cette automobile est révolutionnaire par bien des aspects. À l'origine, son long capot est prévu pour accueillir un moteur 6-cylindres, mais tant le 6-cylindres en ligne de la 15, que celui à plat, ne purent être adoptés, pour cause de mise au point non aboutie et d'encombrement car ce moteur 'pénétrait' dans l'habitacle. Son nom de code est « VGD » (Véhicule de grande diffusion), la conception du projet étant lancée par le PDG de Citroën Pierre-Jules Boulanger puis son successeur Pierre Bercot. Elle est le point de mire du salon de l'automobile de 1955. Elle est dotée d'une ligne extrêmement audacieuse, qualifiée même de révolutionnaire, et d'un confort intérieur remarquable grâce à sa suspension hydropneumatique propre à la marque jusqu'en mai 2017. La DS comporte également de nombreuses innovations techniques qui la démarquent du monde de l'automobile de son époque en Europe : direction assistée, boîte de vitesses assistée à commande hydraulique, freinage assisté par des freins à disque à l'avant, pivot de direction dans l'axe des roues et, à partir de septembre 1967, phares pivotants, puis, à partir de septembre 1969, introduction de l'électronique (moteur à injection). Innovation de sécurité importante : le volant de direction monobranche, copié sur la Humber Humberette de 1903 et conçu pour éviter de briser la cage thoracique du conducteur en cas de choc frontal violent. Sur le tachymètre des DS 21 présentées en septembre 1965 seront également rappelées les distances de freinage associées aux principales vitesses sur route.

### Réception
La DS est vite adoptée par les cadres supérieurs et les notables puis par les vedettes et les élus de la République, jusqu'au général de Gaulle qui en fait la voiture officielle de la présidence (elle lui sauvera la vie en 1962 au cours de l'attentat du Petit-Clamart).
En 1999, la DS est récompensée par une 3e place au concours international Voiture du siècle derrière la Ford Model T et la Mini. Cette même année, elle est nommée « plus belle voiture de tous les temps » par le magazine britannique Classic & Sports Car (en).

### Arrêt et succession
La DS reste populaire et concurrentielle durant toute sa carrière, le plus haut niveau de production étant atteint en 1970. À la fin de sa vie, certains aspects comme l'habitacle assez étroit ou le levier de vitesse au tableau de bord commencent néanmoins à paraître vieillots. Finalement, après vingt ans de production, durant lesquels plus d'un million trois cent mille DS sortent des chaînes de production, du break au cabriolet, dont 493 724 breaks DS et 1 365 cabriolets, elle est remplacée par la Citroën CX au milieu des années 1970.
Véhicule de collection devenu culte, une DS 23 cabriolet est vendue 344 850 € en février 2009,.

## Caractéristiques

### Carrosserie et châssis

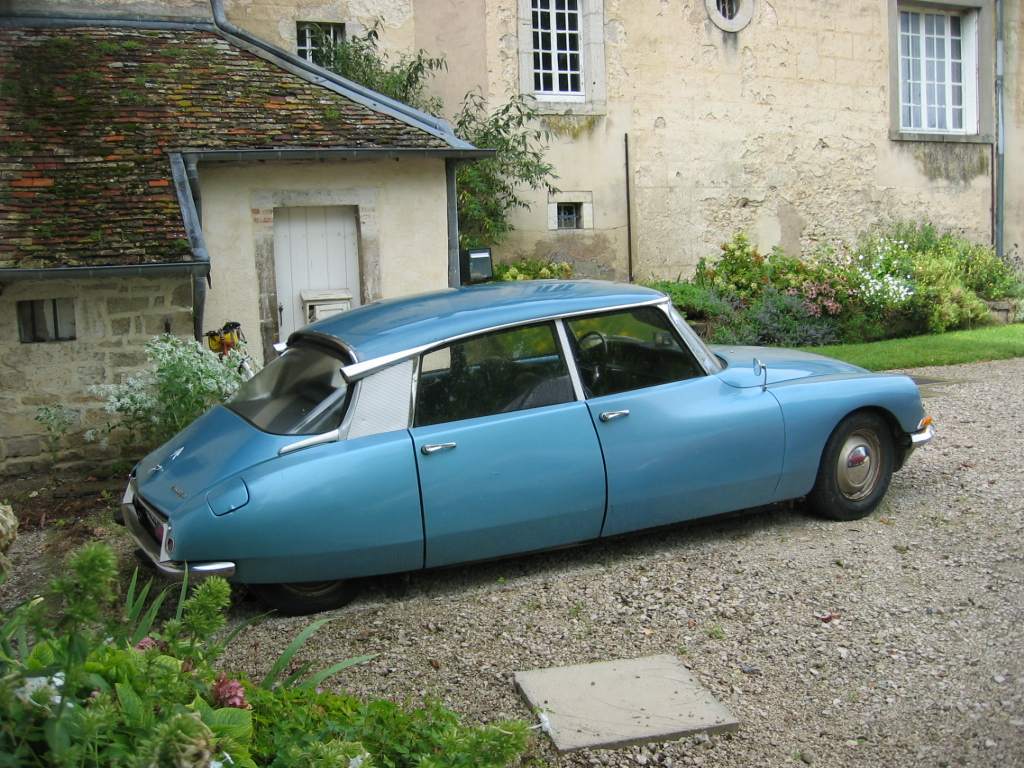
DSuper bleu Platine AC632, caisse abaissée.

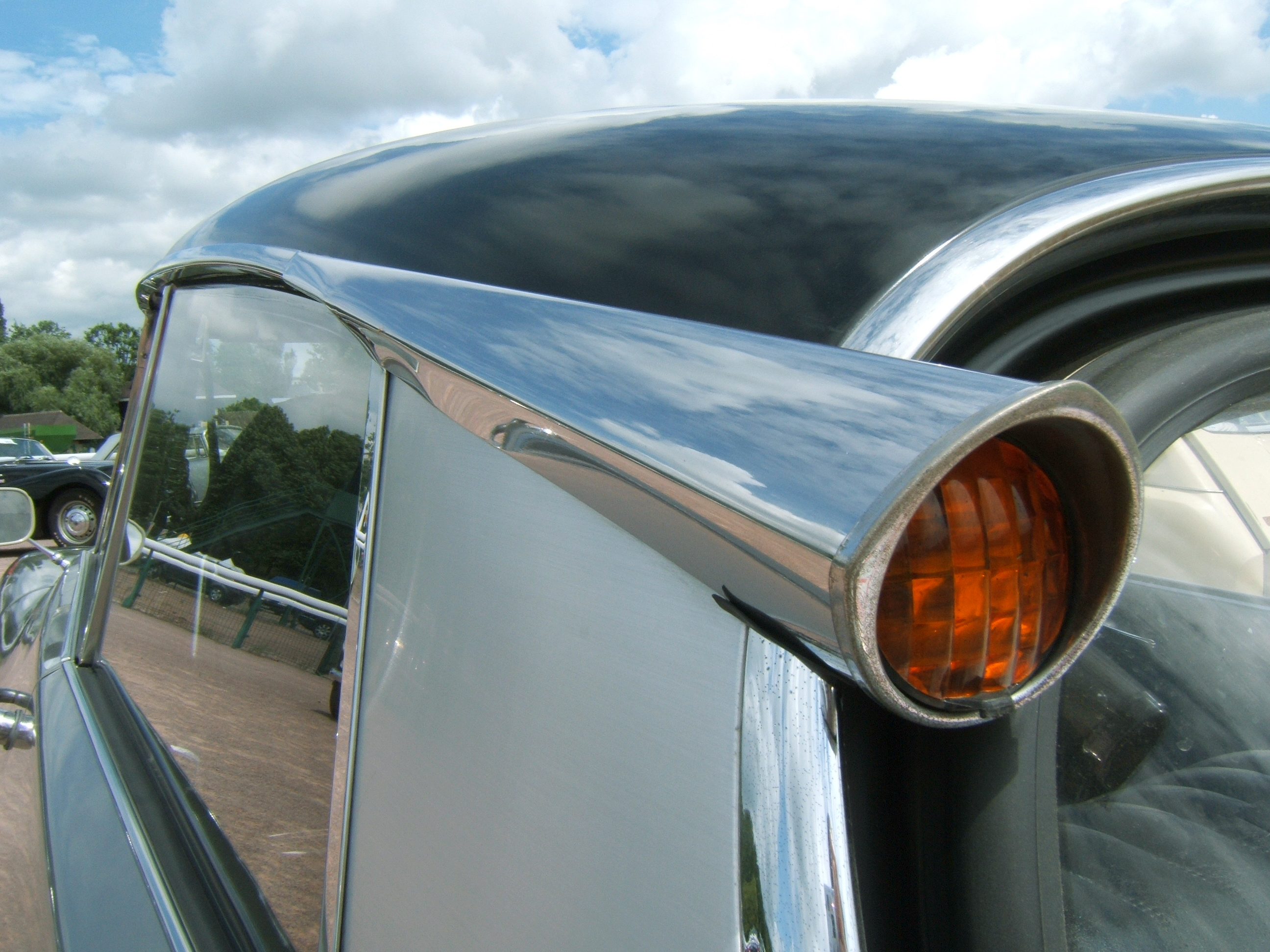
Les clignotants arrière de la DS sont installés dans le prolongement de la gouttière

Après sa présentation en avant-première au théâtre Marigny, au magasin Citroën de l'avenue des Champs-Élysées et surtout au salon de Paris le 7 octobre 1955 (à la fin de la première journée, 12 000 exemplaires sont commandés, la marque optant pour une stratégie publicitaire efficace en faisant traverser en parallèle plusieurs modèles dans Paris afin de les attirer vers le salon), la DS suscite un fort enthousiasme du public, tant sa carrosserie rompt avec tous les canons esthétiques alors en vigueur. À l'avant le museau est effilé, et le pare-chocs doublé en son centre évoque une fine calandre chromée. À l'arrière les feux clignotants bordant le pavillon se donnent des airs de tuyères de réacteur, et la sortie de l'échappement est en « queue de carpe » (uniquement les deux premières années). Un carénage intégral est fixé sous l'avant de la voiture : cette tôle profilée comporte deux entrées d'air destinées au refroidissement des disques de freins qui sont accolés à la boîte de vitesses (refroidissement avec système à effet Venturi). L'équipement intérieur est lui aussi inhabituel sur une voiture de cette époque : volant mono-branche comme sur la Humber "Humberette" de 1904, tableau de bord futuriste, pédale-bouton en guise de pédale de frein, freins à disque de série à l'avant, etc.
Même les détails secondaires sont étonnants : fixation des roues par un simple écrou central (jusqu'en 1966), roue de secours inclinée placée à l'extrême avant de la voiture, sous le capot devant le radiateur, voie arrière plus étroite de 20 cm que celle de l'avant, pneus avant et arrière de largeurs différentes, dépose nécessaire de l'aile arrière (maintenue par deux emboîtements vers l'avant et un boulon à l'arrière) pour accéder à la roue lors d'un remplacement, levier de vitesses commandant le démarreur, pare-brise en courbe avec montants très fins… (pare brise qui causa des soucis à sa fabrication, car cette forme innovante n'avait jamais été pratiquée alors).
Sur le hayon de la DS break, à double ouverture, on trouve deux plaques d'immatriculation : l'une verticale et en retrait et l'autre à plat horizontalement afin d'être visible même quand le volet bas du hayon est baissé. Comme sur la berline, l'assiette arrière de la caisse est maintenue horizontale même à pleine charge grâce au correcteur d'assiette de la suspension, ce qui l'a fait adopter par de nombreux commerçants.
Concernant la carrosserie, la première modification d'importance apparaît au salon de Paris de 1962, pour le millésime 63 : nouveau pare-chocs avant avec butoirs en caoutchouc en forme de boomerangs verticaux encadrant la plaque d'immatriculation. La jupe inférieure n'est plus disjointe de la caisse, alors que les ailes avant sont imperceptiblement modifiées, le tout pour une amélioration de l'efficacité aérodynamique (+ 10 km/h), et une modernisation de la ligne. En septembre 1967 (année-modèle 1968) l'avant est de nouveau redessiné, intégrant quatre phares carénés. Citroën, qui a racheté Panhard & Levassor en 1965, va "emprunter" l' idée ( pour une DS... ) des double phares de la 24 CT). Les grosses optiques extérieures incluant les codes s' ajustent à l'assiette comme sur les modèles postérieurs à 1965, tandis que les optiques intérieures à longue portée à iode peuvent s'orienter suivant la trajectoire de la voiture, du moins sur les modèles dotés de la direction assistée. En série sur toutes les versions de DS, ce dispositif est en revanche en option sur les autres modèles de la gamme ID.

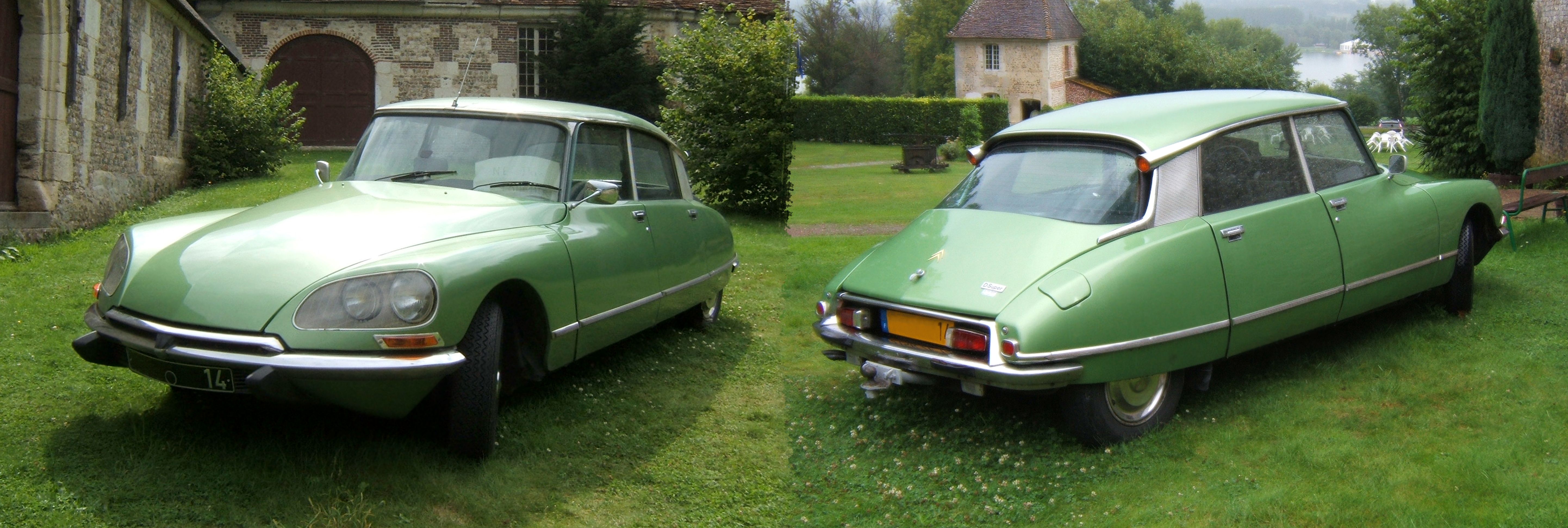
DSuper vert argenté (AC527).

L'intérieur connaît lui aussi plusieurs générations de tableau de bord. Le tableau initial de la DS 19, en matière synthétique d'une pièce, présente à chaque extrémité des aérateurs remplaçant des déflecteurs. C'est un exercice de style d'une grande pureté et très design ; il possède en particulier une splendide montre intégrée au cendrier (jusqu'en avril 1959). Il est remplacé en septembre 1961 (année-modèle 1962) par une version plus ergonomique, plus moderne, mais surtout plus simple à fabriquer et à monter. L'esprit de la 1re planche de bord est conservé, mais la pureté du design initial s'est quelque peu dissipée. En septembre 1968 (année-modèle 1969), nouvelle concession à la modernité avec la suppression des chromes, mais l'esprit demeure toujours. Les ID sont équipées d'une planche de bord horizontale sans abaissement de la visière devant le passager avant mais avec des aérateurs similaires. Le dernier tableau de bord, commun à toute la gamme "D" apparaît au millésime 1970 (septembre 1969) avec trois cadrans ronds : voyants de contrôles testables par un bouton-poussoir, tachymètre et compte-tours, la partie supérieure est rembourrée pour des raisons de sécurité. N'offrant sur le papier que des avantages, le style de cette planche de bord n’est, pour beaucoup, pas au niveau de ses prédécesseurs quant à son style.
Indépendamment des modifications techniques et de style, intervient le lancement au salon 1964 (millésime 1965) de la finition Pallas, disponible sur toutes les DS et ce jusqu'à l'arrêt de la production. Extérieurement elle se reconnaît à ses panneaux de custodes et ses pied-milieu en aluminium brossé, ses baguettes de ceinture supérieure de caisse et de bas de caisse en inox, ses baguettes de protection latérales avec insert en caoutchouc nervuré rejoignant les catadioptres, ses enjoliveurs de roues spécifiques dont un modèle éphémère strié radialement pour la seule année-modèle 1965, ses clignotants avant entouré d'inox comme ses feux arrière de plastique d'aspect inox et dont les stops sont de couleur orangée jusqu'en 1973 environ. Sur certains marchés étrangers (Belgique, Suisse etc.) les stops sont rouges tandis que le sommet de la porte de coffre est garni d'une baguette supérieure en inox similaire à celles des portes ainsi que d'un logo "Pallas" posé à gauche symétriquement à l'éventuel logo "DS21". Les projecteurs complémentaires longue portée à iode simplement posés sur l'avant  des ailes avant de septembre 1964 jusqu'en septembre 1967 sont de série sur les Pallas puis DS21 mais en option sur les autres modèles. Une couleur gris métallisé moyen palladium est également disponible et spécifique à cette finition luxueuse Pallas. Intérieurement, les portes sont entièrement capitonnées, les poignées intérieures reçoivent des plaques de propreté en inox, le sol est recouvert d'un tapis Dunlopillo, les seuils de portes en inox, les dossiers des sièges avant plus hauts, le pavillon tendu de tissu et, en option, elle peut recevoir un garnissage de cuir noir ou naturel et/ou un accoudoir central avant.

### Évolution mécanique

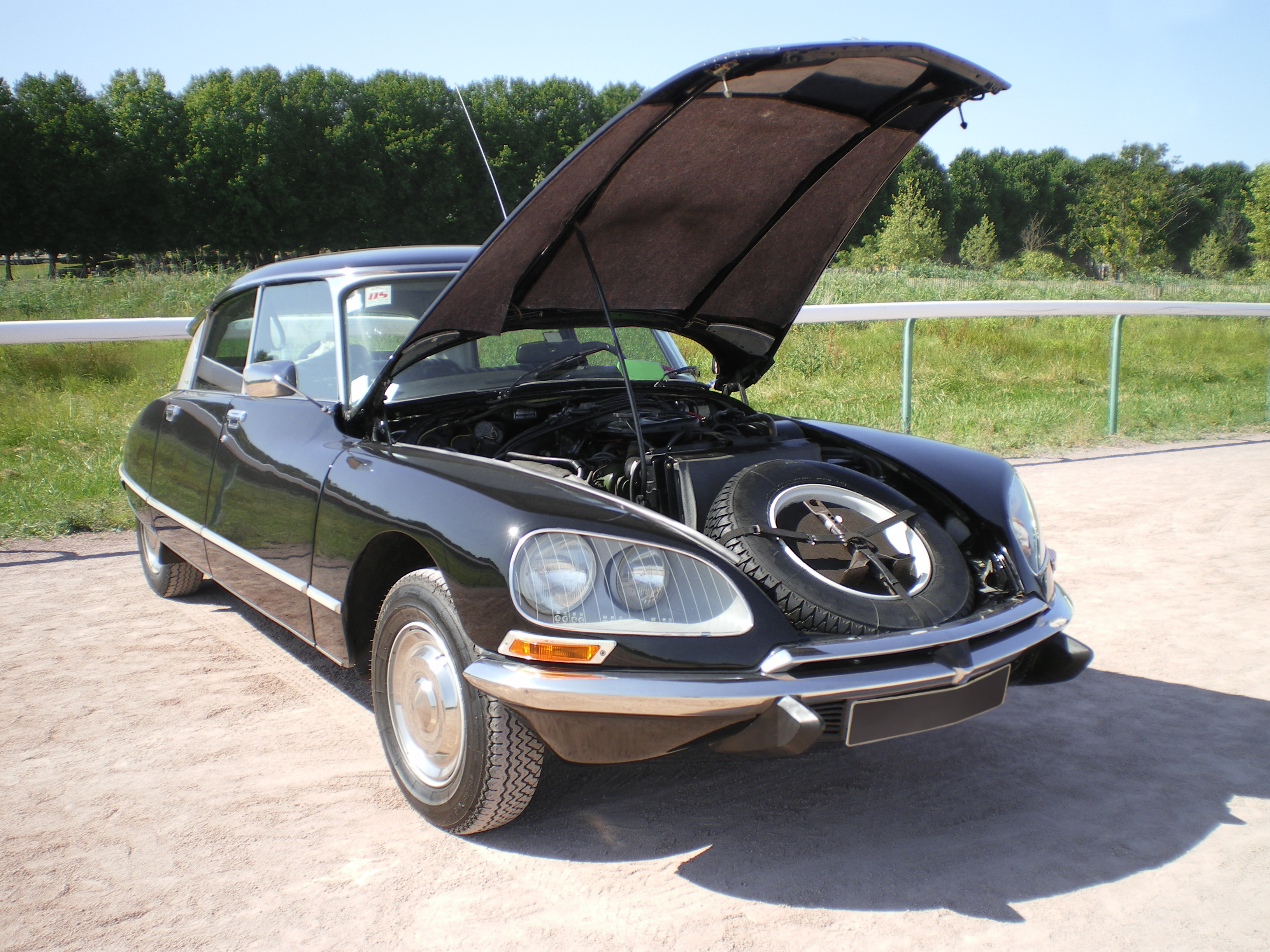
DS capot moteur ouvert

C'est la première voiture à généraliser les systèmes hydrauliques centralisés d'assistance, notamment la direction, le freinage et la suspension hydropneumatique qui permet, à l'exception des deux-cents premiers exemplaires produits, de faire varier la garde au sol facilitant ainsi le changement de roue, le cric étant remplacé par une béquille réglable. La suspension hydropneumatique a été testée en grande série à plus de 3 000 exemplaires sur l'arrière de la Citroën Traction avant 15 Six Cylindres "H" à partir du 15 avril 1954. Mais surtout elle offre à la DS une tenue de route et un confort exceptionnels pour l'époque. Voiture d'ingénieurs, sa construction nécessite l'invention de nouvelles machines de précision servant à la mesure (pneumatique) des pièces. Malgré son vieux moteur hérité de la Traction AV, mais notablement amélioré: arbre à cames latéral pour les premiers modèles, son cabrage à l'accélération et sa plongée sur l'avant au freinage, sa sensibilité aux cassis et le fait que les passagers arrière peuvent être sujets au « mal de mer » si le conducteur n' utilise pas son volant correctement, elle est la référence des voitures de luxe tout au long des années 1960, donnant une grande longueur d'avance à Citroën. Le système de suspension hydropneumatique étant la seule alternative à la suspension à ressort, Rolls Royce et Mercedes adoptent une technique similaire ( brevets Citroën ) pour leurs modèles les plus lourds et aussi de plus haut de gamme. Son confort et sa tenue de route, exceptionnels pour l'époque, ainsi que le grand espace en série pour les jambes des passagers à l'arrière, en font immédiatement le véhicule officiel du général de Gaulle ; il en avait déjà acquis un exemplaire avant de devenir président de la République et l'imposera à son arrivée au palais de l'Élysée, en noir, version Prestige, avec une vitre de séparation entre l'avant et l'arrière, immatriculée « 1 PR 75 » et fabriquée par les ateliers Henri Chapron.
Le moteur à quatre cylindres en ligne passe de 1,9 à 2,0 puis 2,1 et enfin 2,3 litres d'où les désignations des différentes versions (DS 19, 20, 21, 23). Ce moteur, conçu dans les années 1930 pour la Traction, déjà considéré comme une des faiblesses des dernières Tractions et, a fortiori de la DS, en raison de son manque de sophistication (arbre à cames latéral, vilebrequin à trois paliers seulement jusqu'en 1966), évolue tout de même et sera même encore utilisé sur les premières CX.

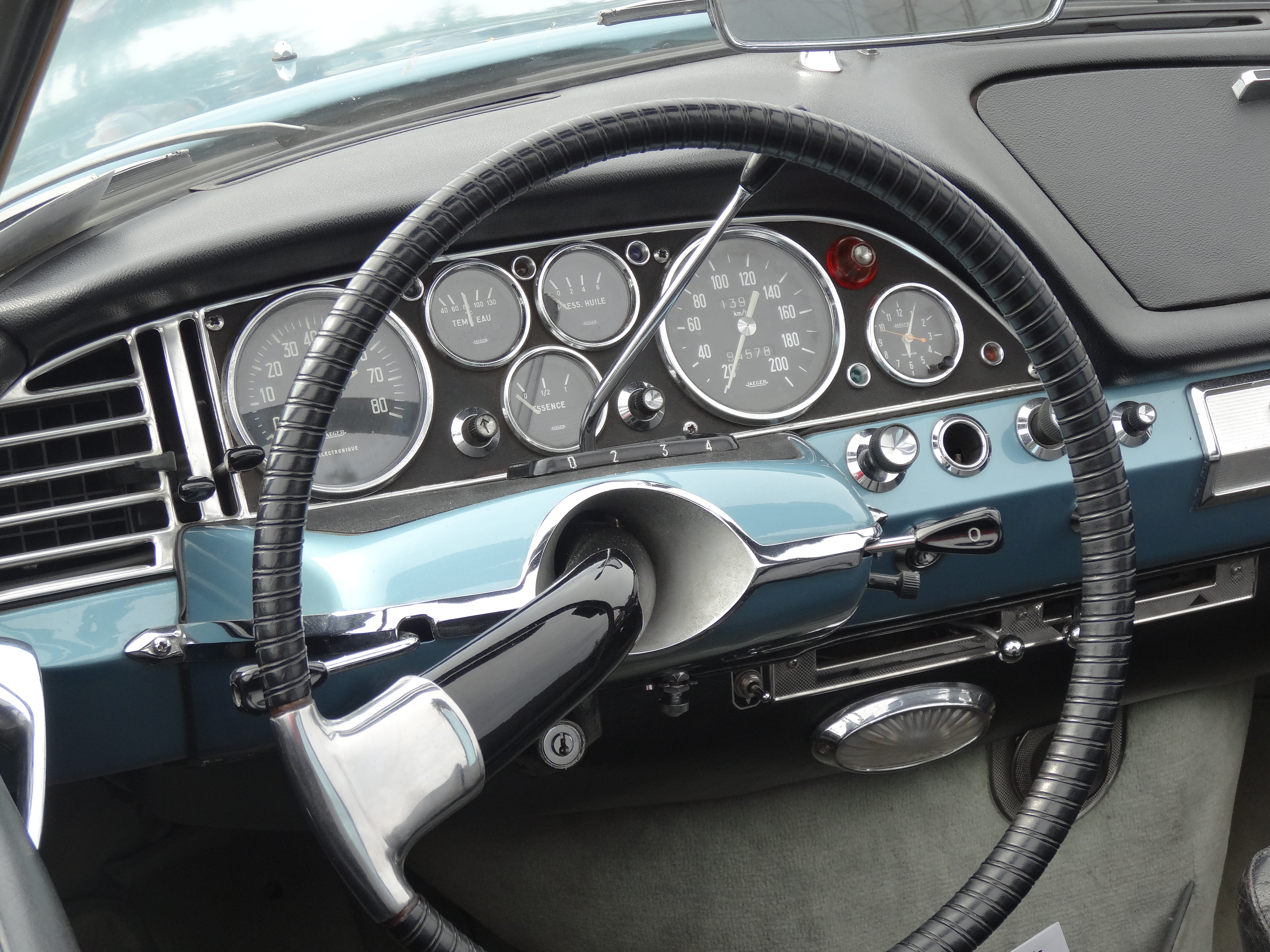
Tableau de bord "Jaeger" monté en accessoire sur une DS cabriolet.

En mars 1961, la puissance de la DS 19 passe de 75 à 83 chevaux SAE par l'augmentation du taux de compression (8,5 au lieu de 7,5), la conception de nouveaux pistons à tête bombée et d'un nouveau carburateur double corps. Début 1963, Citroën propose en option sur sa DS 19 une classique boîte manuelle 4 rapports, jusqu'alors réservée aux plus basiques ID 19. En 1966, le moteur est profondément revu, comportant entre autres un vilebrequin à cinq paliers. La DS 19 devient DS 19 A par augmentation de cylindrée à 1 985 cm3 et fournit désormais 90 ch SAE (84 ch DIN), la toute nouvelle DS 21 (2 175 cm3)  fournissant 109 ch SAE (100 ch DIN). Au salon 1968 pour le millésime 1969, la DS 19 A devient DS 20, nouvelle appellation justifiée par l'augmentation conséquente de sa puissance, jusqu'à, 103 ch SAE (91 ch DIN), alors que la DS 21 voit sa puissance augmenter à 115 ch SAE (106 ch DIN).
À partir du salon 1969, l'injection électronique Bosch (type D-Jetronic)  fait son apparition sur la DS 21 injection électronique (139 ch SAE, soit 125 ch DIN - 188 km/h). C'est au millésime 71 que les boîtes de vitesses manuelles reçoivent un  5e rapport, bienvenu sur les autoroutes. L'année suivante, toutes les « 21 » seront proposées avec une boîte de vitesses automatique Borg-Warner à 3 rapports, en option catalogue. Les « 21 » cèdent la place aux « 23 » de 2 347 cm3 de cylindrée à partir de 1973, fournissant 115 ch DIN avec carburateur ou 130 ch DIN avec l'injection, sur la DS 23  injection électronique.
Le liquide rouge, LHS (liquide hydraulique synthétique) utilisé dans le circuit hydraulique, engendre une épidémie de pannes peu après le lancement de la voiture en raison d'un gros oubli des chimistes de Citroën : ce liquide, pourtant identique à celui utilisé en aviation, devient oxydant au-dessus de 40 °C et ronge tous les joints du circuit provoquant des fuites. Le léger changement de formule du LHS2 résout le problème en 1957. À partir d'octobre 66 (modèle 67) une toute nouvelle huile verte d'origine minérale, le LHM (« Liquide hydraulique minéral »), aussi utilisée dans la plupart des machines industrielles, va résoudre le problème des fuites et offre l'avantage d'une stabilité supérieure avec un point d'ébullition de 265 °C. Les pièces hydrauliques pour LHS (liquide hydraulique synthétique) et LHM (liquide hydraulique minéral) seront incompatibles.

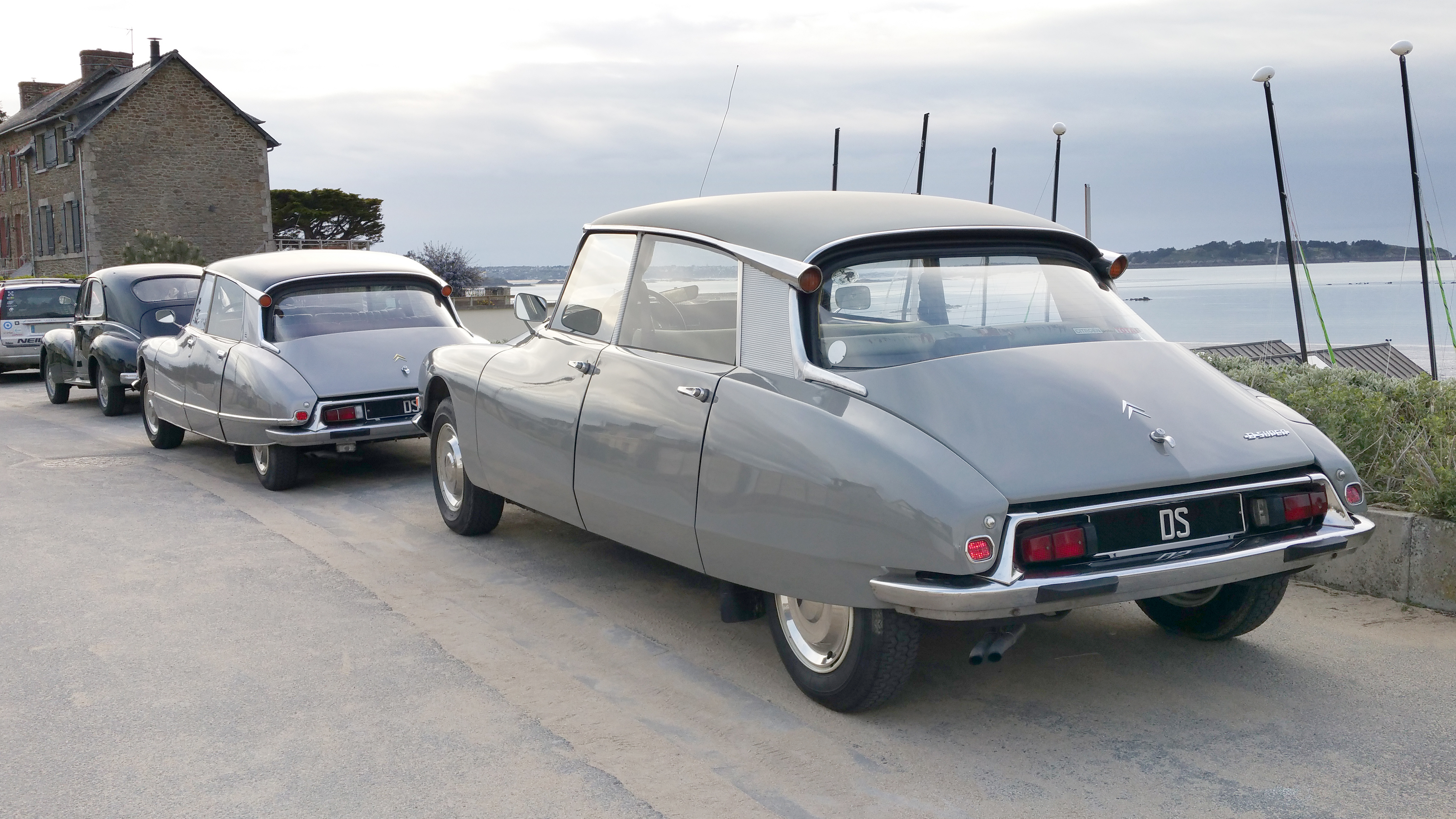
DS20 et DSuper
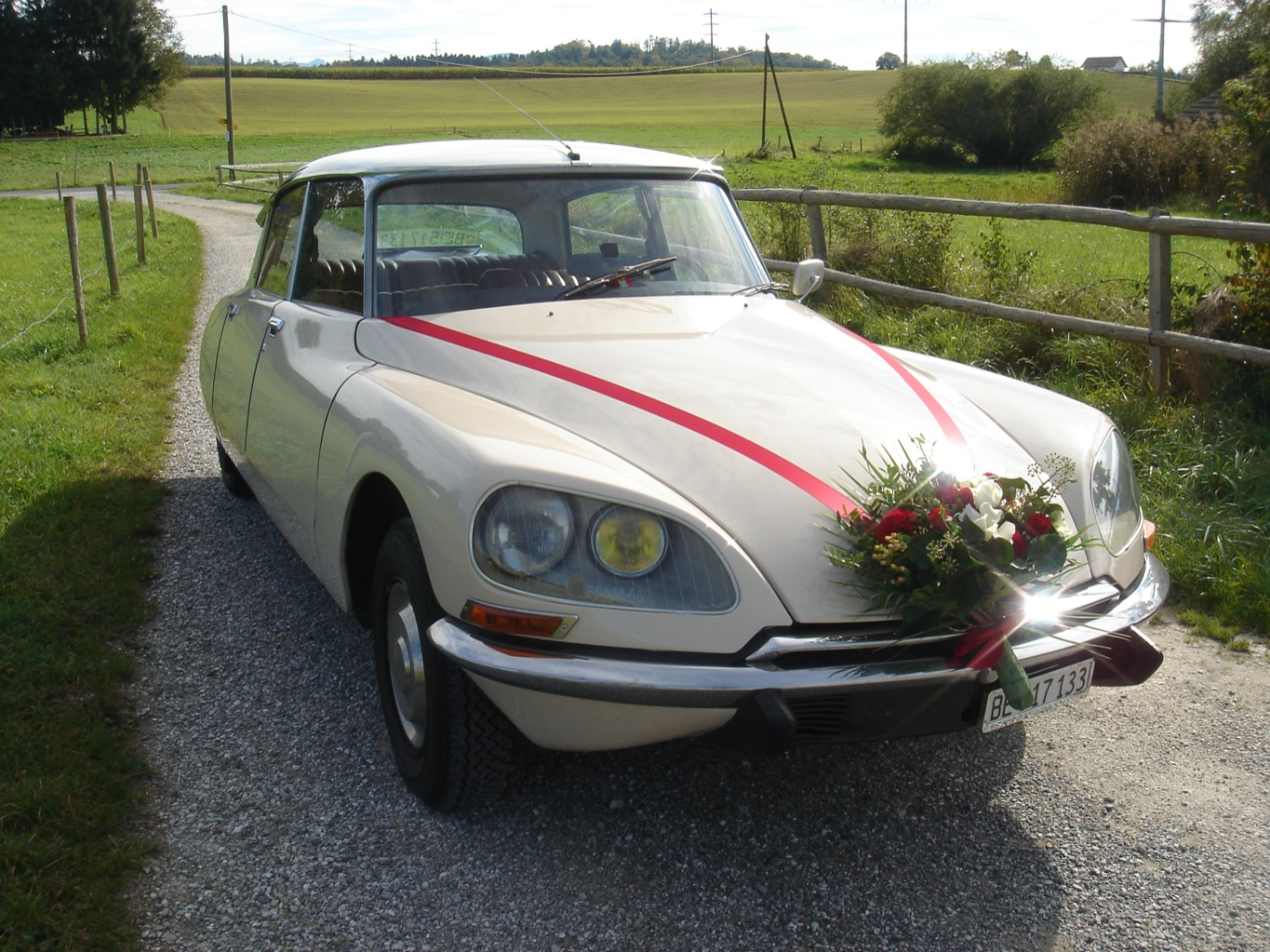
DS 23 IE - blanc Meije, AC 088
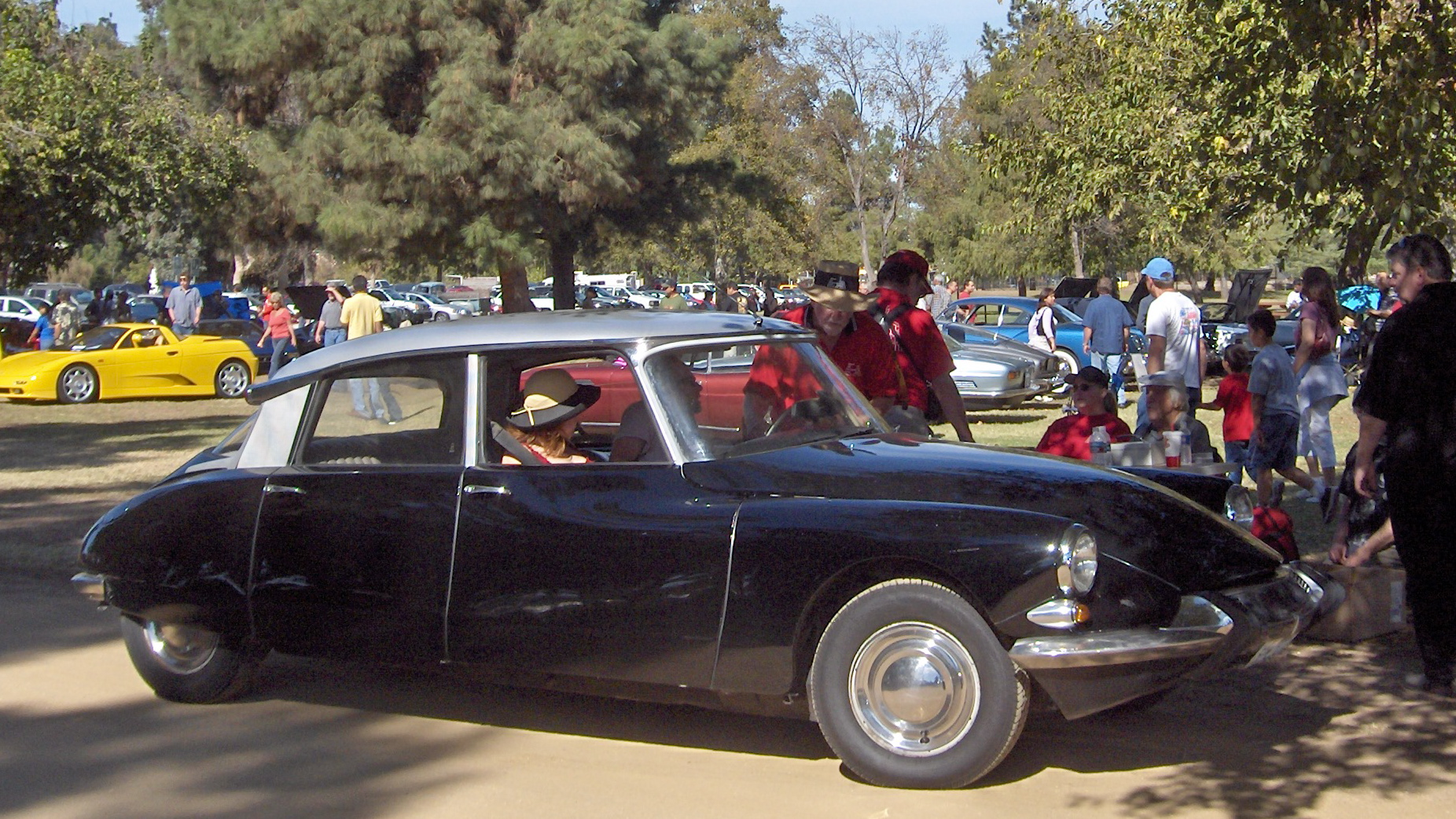
ID 19 1967 - noir, AC 200

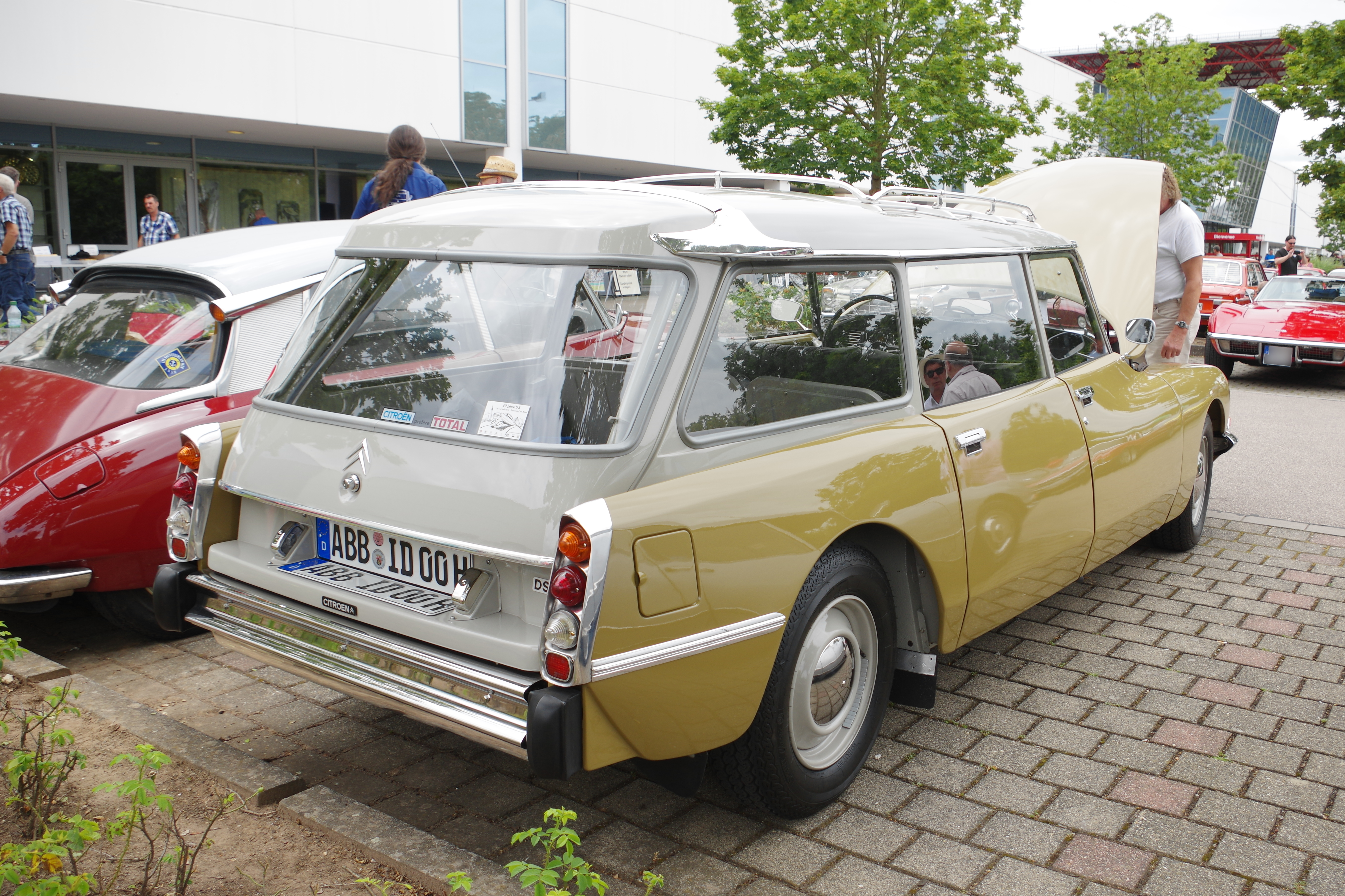
Break 1971 - Bronze, AC 320
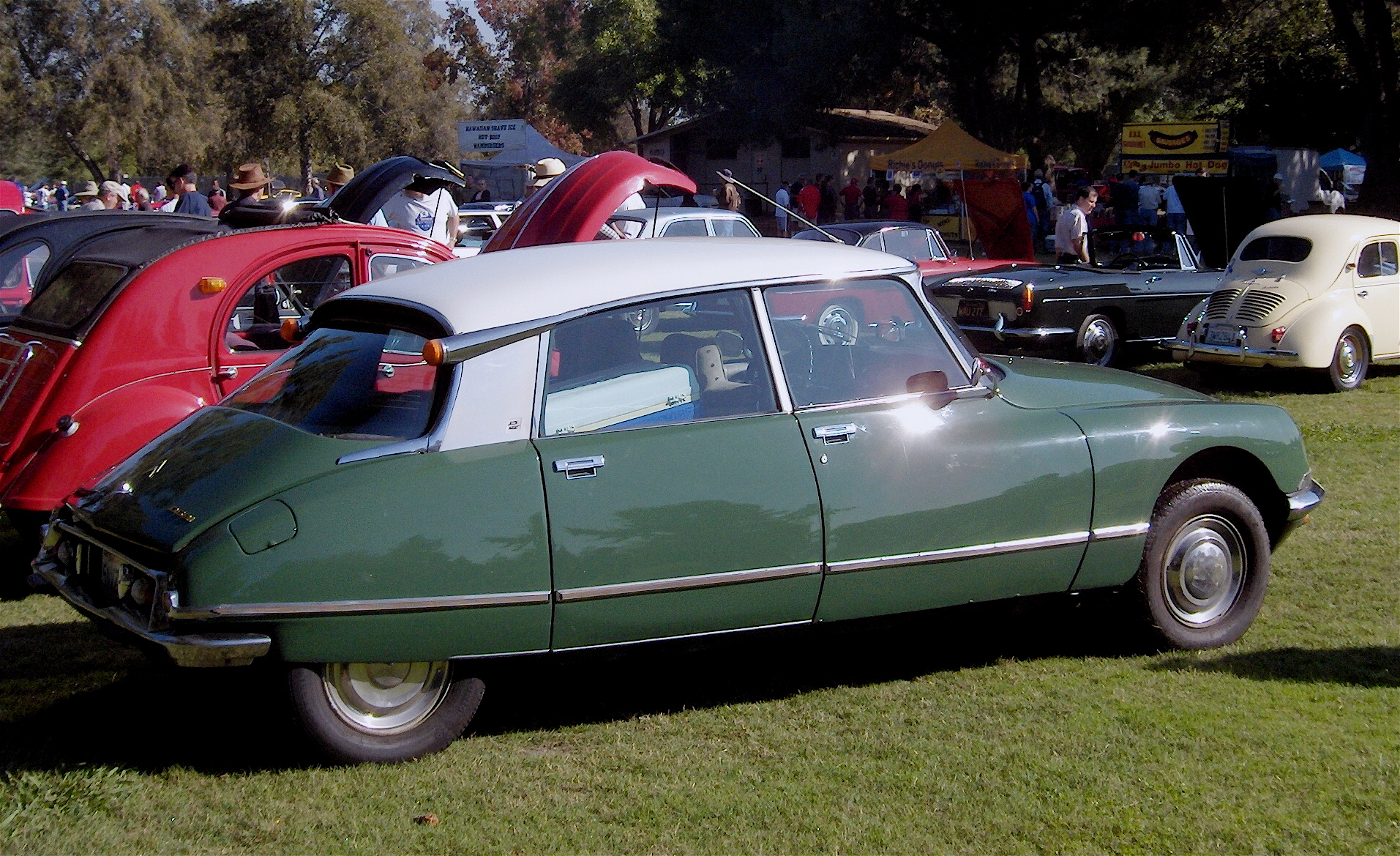
DS 21 - vert Charmille, AC 522
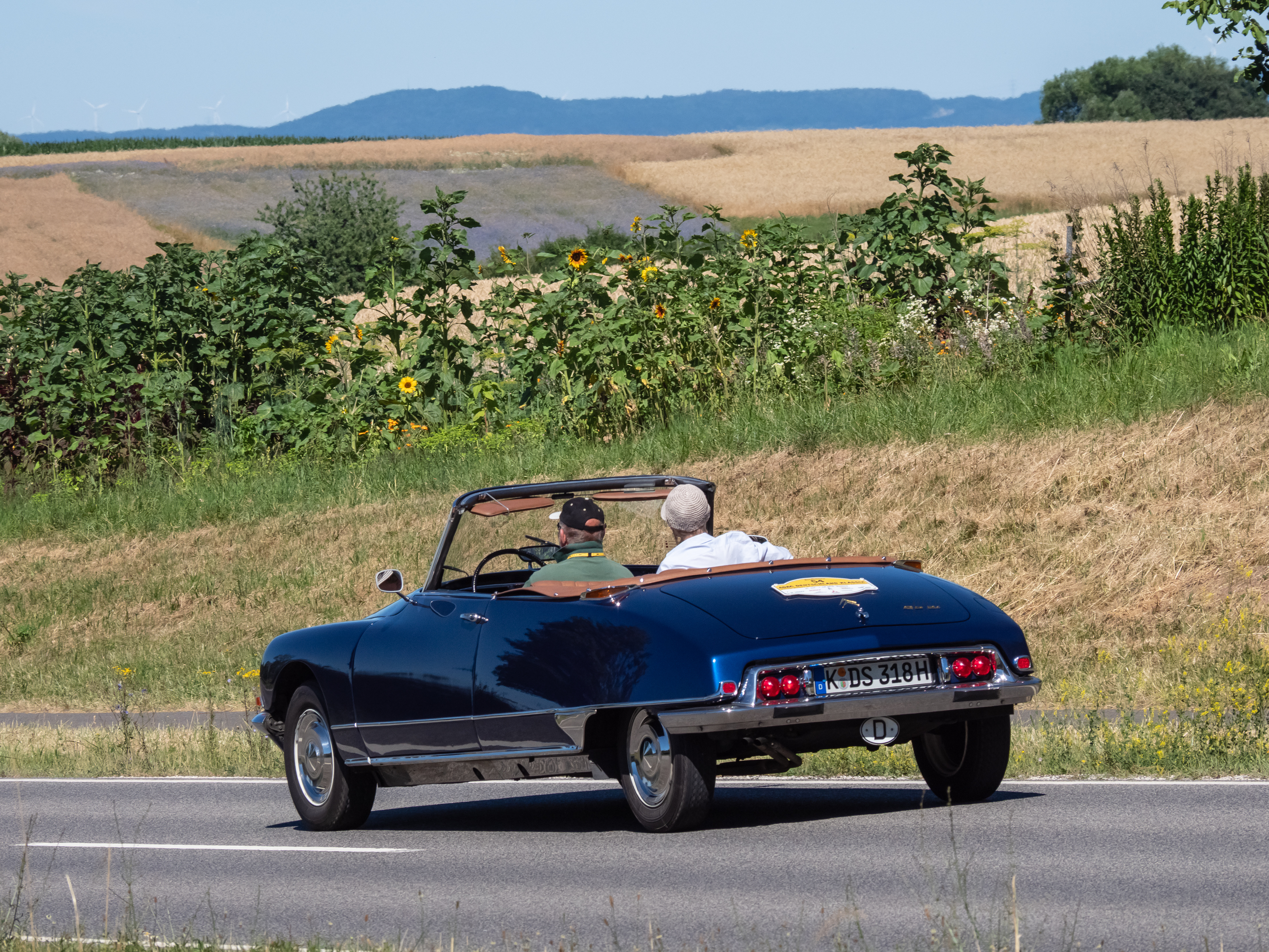
DS 21 Cabriolet

## Classement dans le système fiscal et assurantiel français
Les deux moteurs plus petits de 1911 et 1985 cm3 ont été classés comme 11 CV, faisant de la voiture le successeur légitime de la Traction Avant de 11 CV. Le moteur de 2 175 cm3 était une 12 CV et le modèle haut de gamme de 2 347 cm3 était évalué à 13 CV.

## Mythe de la DS
La DS est l'un des symboles de la France des années 1960 et 1970, de la période des « Trente Glorieuses » connaissant le plein emploi dans l'industrie et le bâtiment. C'est bien en tant que telle qu'elle est le sujet d'un chapitre entier du célèbre ouvrage Mythologies (Seuil, 1957) de l'écrivain Roland Barthes, qui voit en elle « l’équivalent assez exact des grandes cathédrales gothiques : je veux dire une grande création d’époque, conçue passionnément par des artistes inconnus, consommée dans son image, sinon dans son usage, par un peuple entier qui s’approprie en elle un objet parfaitement magique ». Il écrit notamment : « la Déesse est d'abord un nouveau Nautilus » et voit en elle un instrument de la « promotion petite-bourgeoise ».
En décembre 1999, elle est troisième lors de l'élection internationale Car of the Century à Los Angeles.

### Attentat du Petit-Clamart
Les qualités de la DS furent pour beaucoup dans la survie du général de Gaulle lors de l'attentat du Petit-Clamart dont il fut victime le 22 août 1962, à bord de la DS 19 immatriculée 5249 HU 75,. Avec deux pneus crevés sur une mauvaise route mouillée tout en prenant de la vitesse, toute autre automobile de l'époque, dans les mêmes circonstances, serait probablement partie en tête-à-queue ou en tonneau. C'est notamment par le très gros pivot de direction placé dans l'axe de chacune des deux roues avant qui oblige à repousser les freins à disque en sortie de la boîte de vitesses, que cet exploit a été réalisé. Il convient d'ajouter le grand sang-froid du chauffeur, le gendarme Francis Marroux qui, dès l'ouverture du feu, a eu la présence d'esprit de rétrograder de quatrième en troisième pour donner plus de vigueur à l'accélération de l'auto, et se dégager au plus vite de l'embuscade. Le même chauffeur pilotait également la DS présidentielle, le 8 septembre 1961, lors de l'attentat de Pont-sur-Seine.
Lors du procès des conjurés de l'OAS, Jean Marie Bastien-Thiry, ingénieur, polytechnicien et principal instigateur de l'attentat (il sera condamné à mort et fusillé), s'adressant directement à Francis Marroux, s'inquiétera de savoir si la DS présidentielle disposait d'un moteur poussé ou de pneus spéciaux. « Pas du tout, répondra le gendarme, c'était une DS tout à fait de série et j'avais des [pneus Michelin] "X" ordinaires. »
Le directeur des relations presse de Citroën, Jacques Wolgensinger, ne se fera pas faute de rappeler régulièrement aux journalistes de la presse spécialisée les particularités de la DS qui ont largement contribué à l'échec de l'attentat : boîte de vitesses à commande hydraulique (permettant des rétrogradages à la volée), suspension hydropneumatique permettant de rouler sur seulement trois roues et, surtout, la géométrie très particulière du train avant (le « pivot dans l'axe »), supprimant tout braquage induit et toute réaction dans le volant en cas d'éclatement d'un pneu.
La voiture du président fut vendue en 1964 au général Dupuy, ancien commandant militaire de l'Élysée, qui la répara et s'en servit jusqu'en 1971. Au début des années 1980, elle fut cédée à la Fondation Charles-de-Gaulle de Lille. En raison du coût élevé des travaux de restauration, la fondation conserva seulement l'aménagement intérieur et extérieur qui fut installé sur un autre chassis monocoque nu d'époque.

### De nos jours

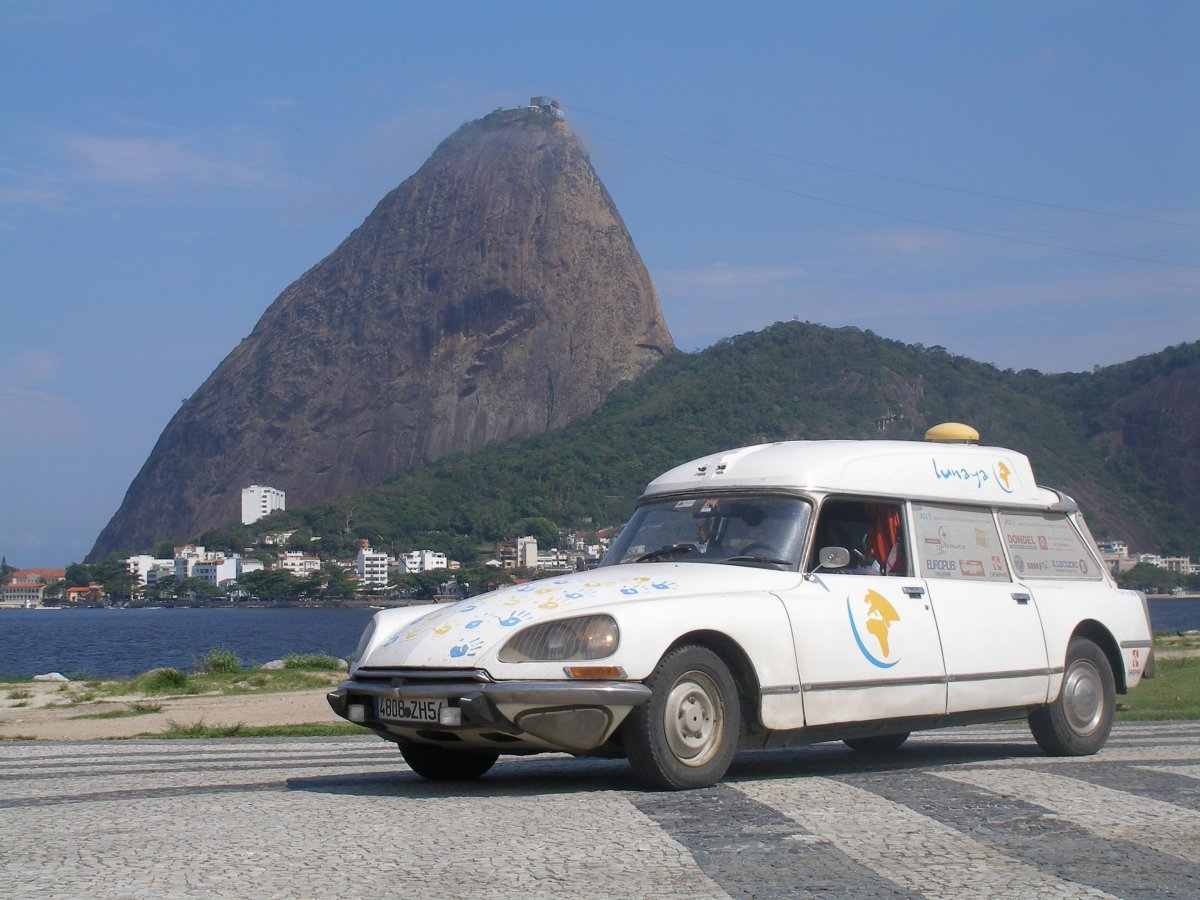
L'ambulance utilisée dans le tour du monde de Manuel Boileau, à Rio de Janeiro (un modèle plus ancien sert dans Hibernatus).

La DS reste très prisée jusqu'au milieu des années 1980. Elle passe ensuite, comme le titrait un article des années 1990, « du Gotha au ghetto », avant de retrouver une belle cote d'amour auprès des collectionneurs à l'aube des années 2000. La valeur la plus élevée jusqu'ici enregistrée pour une DS est de 344 850 € pour une DS 23 IE boîte de vitesses manuelle cabriolet (peinture extérieure blanc Meije, intérieur cuir noir, modèle restauré) d'Henri Chapron, vendue en France à Rétromobile par Bonhams en février 2009,. Le précédent record pour une DS était de 176 250 €, toujours pour une DS 23 IE cabriolet (peinture argentée, cuir rouge, seulement 100 000 km) d'Henri Chapron, vendue à Rétromobile chez Christie en février 2006.
Ces voitures carrossées par Chapron atteignent des cotes élevées en raison de leur rareté, mais les DS « courantes » s'échangent à des prix très inférieurs. Le marché de l'occasion offre des voitures dans tous les états imaginables : de la belle DS totalement rénovée, traitée contre la corrosion, jusqu'à la quasi-épave, en passant par la voiture « dans son jus », voire « sortie de grange », c'est-à-dire n'ayant pas roulé depuis longtemps.
Le 9 octobre 2005, lors du cinquantième anniversaire de son lancement, un convoi de 1 600 DS venues de toute l'Europe circule dans Paris.
De 2005 à 2008, le Français Manuel Boileau fait un voyage autour du monde dans une ambulance DS de 1971. C'est un voyage de 80 000 km à travers 38 pays. Alors dans la jungle laotienne, il découvre, abandonnée et en mauvais état, la  DS Prestige qui appartenait au dernier roi du Laos. La voiture a ensuite été restaurée.

## Diffusion à l'étranger

### La DS aux États-Unis

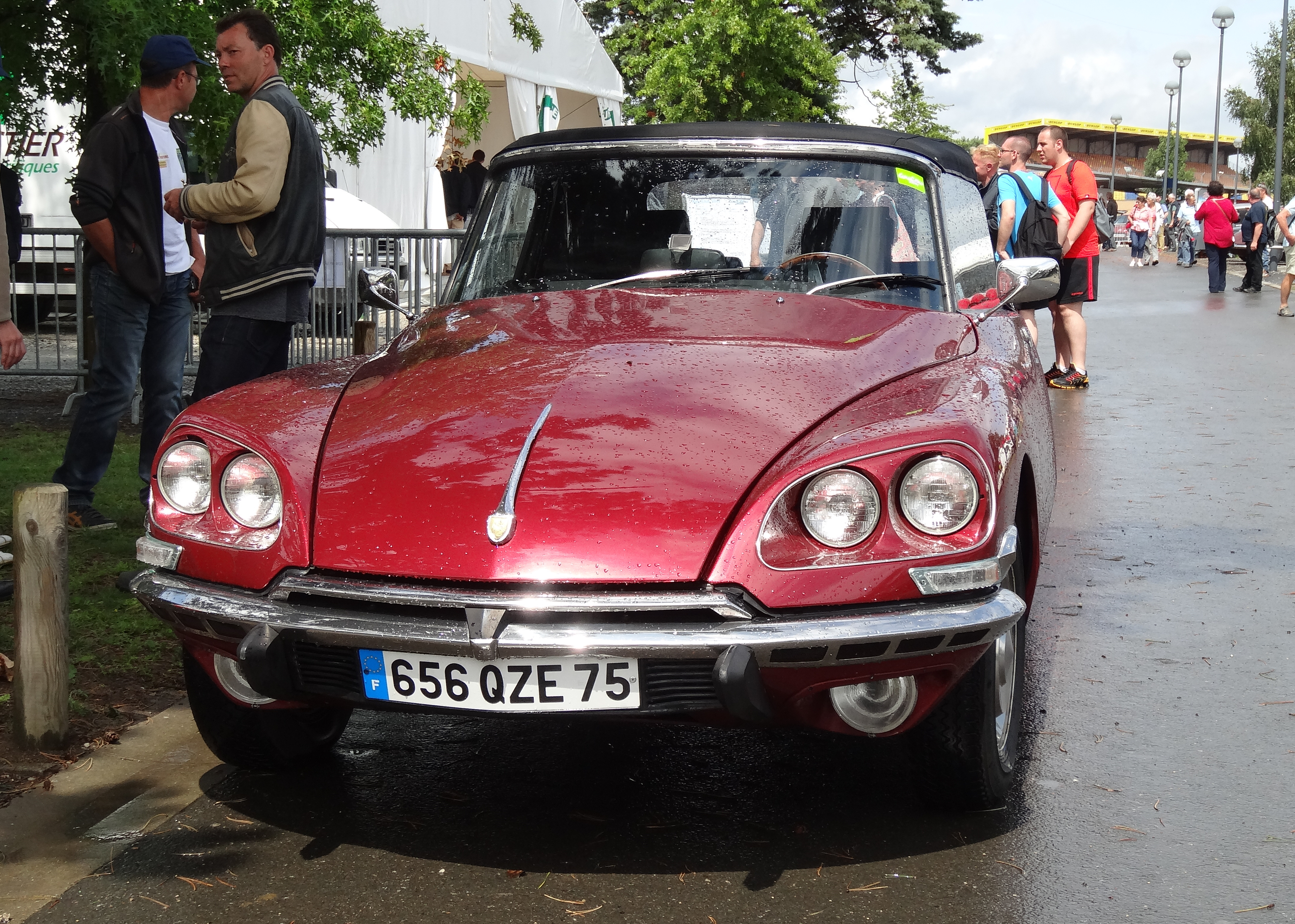
DS Cabriolet, modèle États-Unis.

D'une conception technique sophistiquée nécessitant un entretien important, elle n'intéresse sur ce continent que ceux qui sont prêts à faire des efforts pour rouler « différemment », elle peine ainsi à s'imposer sur ce marché.
Les prestations qu'attend la clientèle américaine d'un tel véhicule haut de gamme lui font cependant défaut : transmission entièrement automatique, climatisation, vitres électriques et moteur plus puissant. Le prix de la DS est comparable à un véhicule concurrent au même niveau de la gamme, comme la Cadillac.
De plus, la législation américaine d'alors interdit certains dispositifs innovants, tels que le fluide minéral hydraulique de LHM et les phares aérodynamiques, deux équipements aujourd'hui communs dans les véhicules vendus aux États-Unis. Néanmoins, 38 000 unités sont écoulées aux États-Unis, ce qui est une performance finalement assez honorable sur un marché réputé difficile d'accès aux constructeurs français.

## DS hors-série

### Compétition

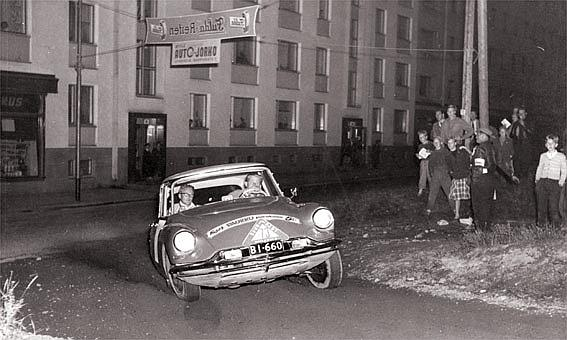
Paavo Korpivaara, ici au rallye de Finlande 1956 (second Olof Nystén, également sur DS).

René Cotton fut le chef du service compétition de la marque durant les années 1960 (très exactement et "officiellement" de 1965 à 1971), aidé en cela par son épouse Marlène Cotton (rattachée au service compétition de 1963 à 1978) et par Jacques Wolgensinger qu'elle épousera en 1982 (Directeur des Relations Publiques). Bien que formant des équipages officiels d'usine, pilotes et copilotes avaient alors une profession en dehors de leurs engagements respectifs avec Citroën. René Trautmann est l'un des pilotes ayant le palmarès le plus fourni, entre 1959 et 1964, remportant pratiquement toutes les courses importantes du championnat français, qu'il finit par décrocher en 1963 après avoir été vice-champion d'Europe et de France (Pétrole-Provence, Cévennes (2), Neige et Glace (2), Alpin-Behra (3), Mistral, Routes du Nord, Lorraine, Mont-Blanc...).
L'équipage Paul Coltelloni (pilote) - Desroziers - Alexandre remporta le Rallye Monte-Carlo au volant d'une ID 19 déjà en 1959 (ce véhicule participant la même année à la victoire de Paul Coltelloni au championnat d'Europe des rallyes, avec en sus une victoire au rallye Adriatique, ainsi que quatre autres continentales de catégories ou de groupe), puis en 1966 ce fut au tour de Pauli Toivonen, déjà second en 1963 (cinq voitures dans les dix premiers classés alors), d'inscrire son nom au palmarès de l'épreuve,, tandis que quatre voitures de la marque terminaient parmi les dix premières.
| Année | Nom du Rallye                          | Voiture Gagnante |
| ----- | -------------------------------------- | ---------------- |
| 1959  | Rallye Monte-Carlo                     | Citroën DS       |
| 1961  | Tour de Corse                          | Citroën DS       |
| 1962  | Rallye des 1000 lacs                   | Citroën DS       |
| 1963  | Tour de Corse                          | Citroën DS       |
| 1966  | Rallye Monte-Carlo                     | Citroën DS       |
| 1969  | Rallye du Portugal                     | Citroën DS       |
| 1969  | Rallye du Maroc                        | Citroën DS       |
| 1970  | Rallye du Maroc                        | Citroën DS       |
| 1971  | Rallye du Maroc                        | Citroën SM       |
| 1974  | Rallye intercontinental Wembley-Munich | Citroën DS       |

Durant toute leur carrière sportive (près de vingt ans (1956-1974), tant en régularité qu'en performance, ou plus tard en marathons de la route à la "maturité" du modèle, les ID et les DS remportèrent sur le plan international de nombreux autres rallyes ou courses routières, comme le Rallye Lyon-Charbonnières 1958 en catégorie tourisme de plus de 1 600 cm3 (R. Trautmann et madame), le Rallye de Madagascar en 1958 (Patry-d’Unienville), 1963 (H. Duclos-Duclos) et 1970 (Nivelle-Cruvillier), le Rallye des Tulipes en 1960 (R. Trautmann et Guy Verrier), le Tour de Belgique automobile en 1960 (R. Trautmann), le Tour de Corse en 1961 (équipage R. Trautmann-Jean-Claude Ogier, Lucien Bianchi 2e) et 1963 (équipage R. Trautmann-Chabert), le Liège-Sofia-Liège en 1961 (équipage Bianchi-Harris), le Rallye des 1000 lacs en 1962 avec Pauli Toivonen (déjà second en 1961, et terminant Champion de Finlande des rallyes), la catégorie tourisme de la Coupe des Alpes 1962, le Rallye Paris - Saint-Raphaël Féminin 1963 (Lucette Pointet-Mme Dutel), le Rallye Hanki 1963 avec P. Toivonen, le Rallye du Liban 1964 (caporal Philippe), le Rallye de Nouvelle-Calédonie en 1968 et 1969 par J-C. Ogier et L. Pointet, la coupe des dames 1965 de l'East African safary kényan (Françoise Houillon) et celle 1966 du Rallye Monte-Carlo (L. Pointet), en 1968 participation remarquée au marathon Londres-Sydney (Bianchi et Ogier en tête jusqu'à quelques encablures de l'arrivée) sont percutés volontairement par une voiture et abandonnent, Citroën fait des réclamations, l'enquête sera sans suite, le Rallye du Portugal en 1969 (Francisco Romãozinho-« Jocames »), le Rallye du Maroc également en 1969 (Neyret-Terramorsi sur un proto DS21 (triplé de la marque)), 1970 (équipage identique (doublé de la marque)) et 1972 (encore Neyret-Terramorsi, sur DS 21 G2 cette fois (doublé de la marque)) (en 1971 une SM l'emporta, devant une DS) (au total Citroën remporta alors 4 coupes des constructeurs), l'étape européenne du Marathon Wembley-Mexico en 1970 (R. Trautmann; un équipage 7e au général), la 1re édition de la Ronde Hivernale en 1970 (futures 24 Heures de Chamonix - équipage Verrier-Neyret sur DS 21), et le Rallye intercontinental Wembley-Munich de 1974 (World Cup Rally 1974) sur DS 23 (équipage Welinski-Tubman-Reddiex, australien). Au rallye-raid Méditerranée-Le Cap, Olivier Gendebien termina encore second en 1959, et Jean Vinatier troisième en 1961. Trois podiums en Championnat du monde des rallyes 1973 sont aussi notables: 2e et 3e du rallye du Maroc avec Neyret et Richard Bochnicek (4e Raymond Ponnelle), puis 3e du rallye du Portugal 1973 avec Francisco Romãozinho.

### DS Mille pattes

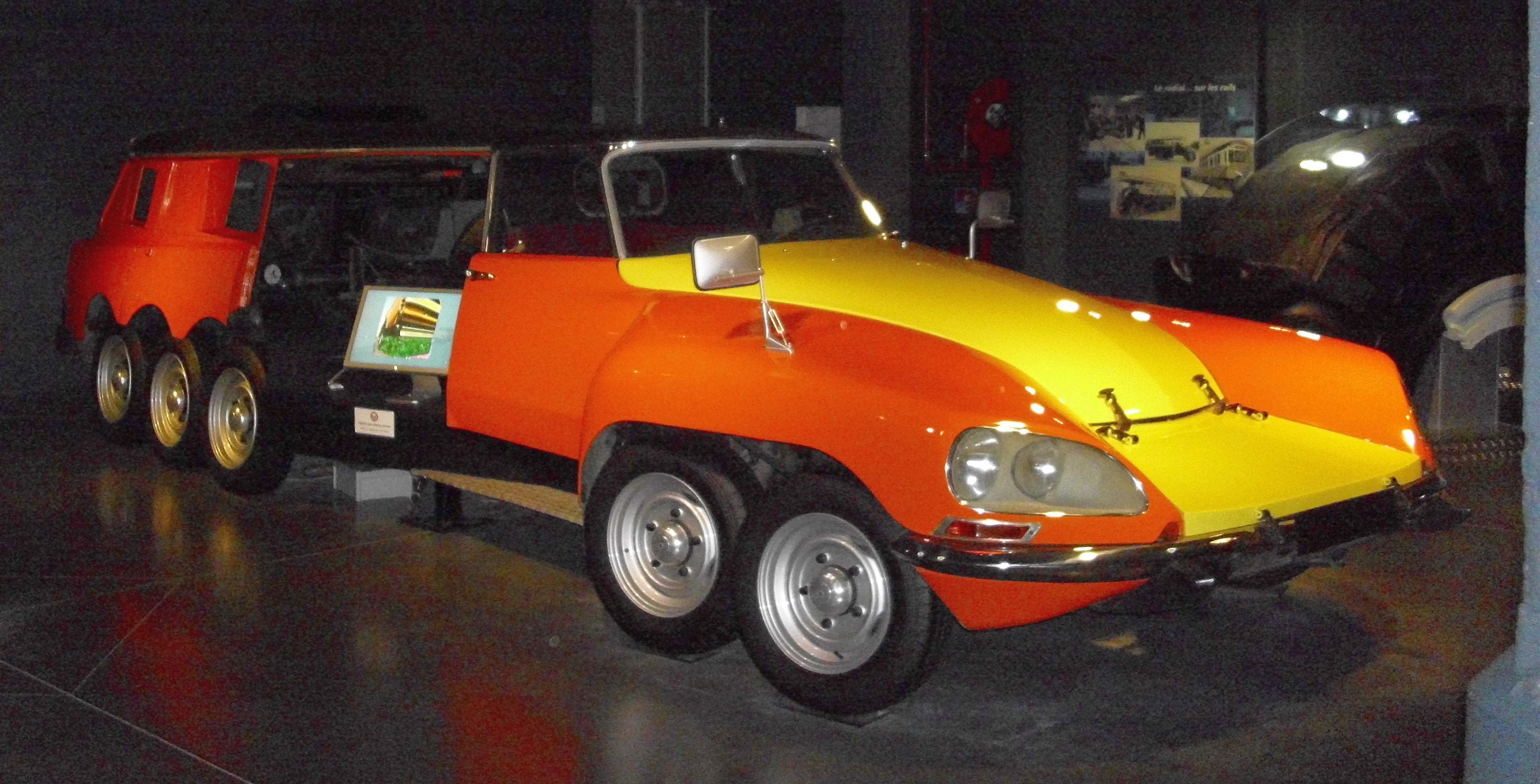
La Citroën DS « Mille pattes » Michelin.

La DS Mille pattes était une voiture unique conçue pour l'équipementier de pneus Michelin qui voulait faire des essais de pneus pour camion et poids lourds - comportement et test d'usure, sur des routes et sur sa piste d'essais de l'usine de Clermont-Ferrand. Il s'agissait donc d'une DS de 1972 transformée et extrêmement modifiée, avec dix roues, plus la roue de test, placée au centre de la voiture. Cette DS était motorisée par deux moteurs V8 Chevrolet, elle développait 250 ch pour un poids de 9 tonnes et une vitesse maximale de 180 km/h.
La DS Mille Pattes a été préservée et est visible au musée "L'Aventure Michelin" à Clermont-Ferrand.

### Chapron

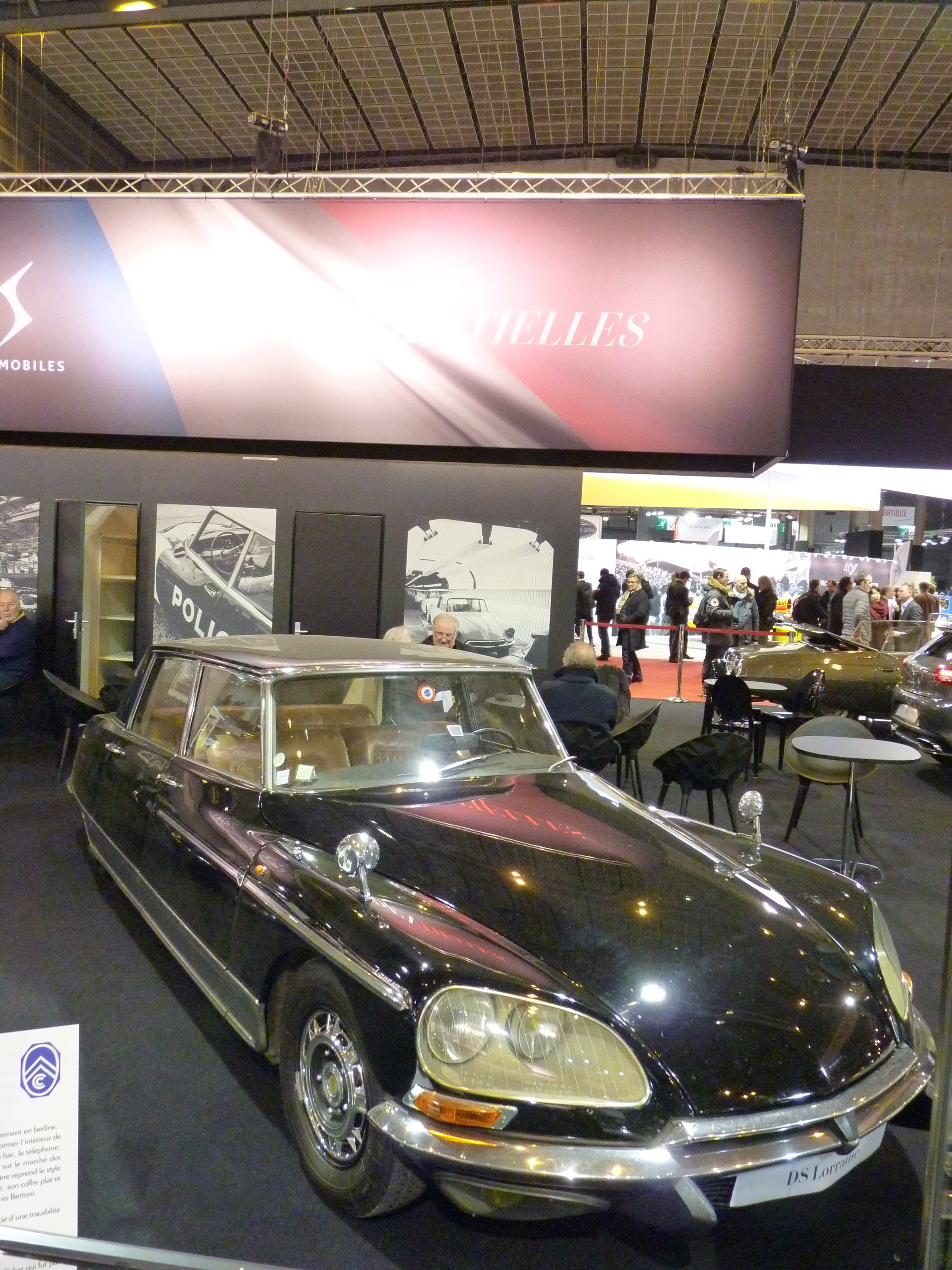
DS Lorraine Chapron

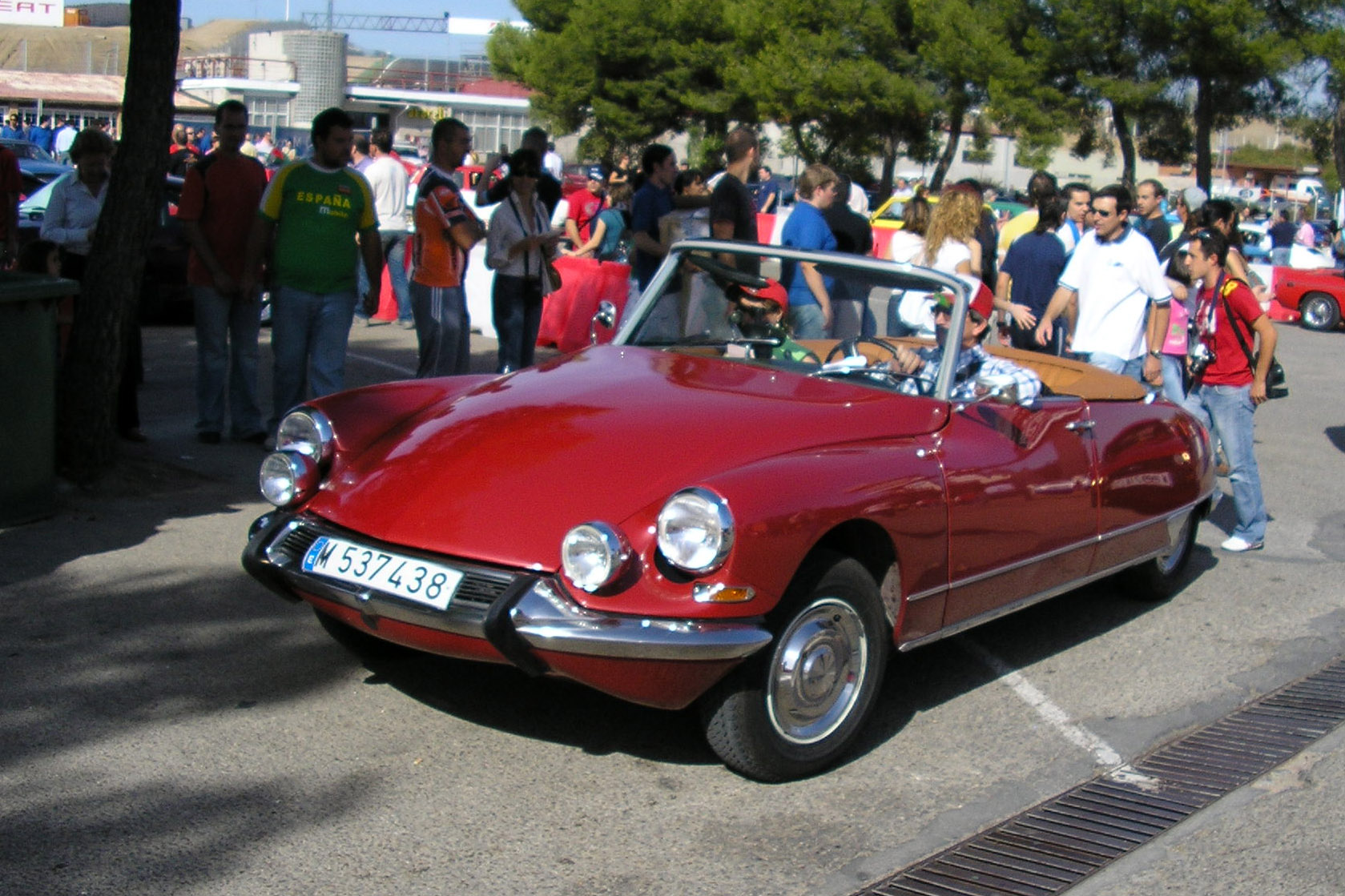
DS 19 Cabriolet Chapron

En 1958, Henri Chapron, un carrossier automobile français, crée le premier cabriolet DS Décapotable. Ses créations deviennent des pièces de collection. Il réalisera en très petites séries de nombreuses versions de DS berlines, coaches, cabriolets et découvrables.

La DS Prestige, présentée en 1958, est intégrée au catalogue Citroën en 1965. Une berline recarrossée et appelée Majesty, est présentée en 1964 avant d'être remplacée par la Lorraine fabriquée seulement à 19 exemplaires entre 1969 et 1974.

C'est Chapron qui est choisi par Citroën pour concevoir et fabriquer le cabriolet dit "usine", lancé au salon 1960 (millésime 1961) et supprimé à la fin du millésime 1971. Ce cabriolet "usine" suit l'évolution technique de la berline : il est produit en version DS 19 (1960-1965), DS 21 (1965-1971), DS 21 injection électronique (1969-1970) et DS 23. Une variante ID du cabriolet « usine » existe également.
En 1968, Chapron réalise un modèle spécial de la DS, avec plate-forme allongée, qui mesure 6,53 mètres, pour le Président de la République Charles de Gaulle.

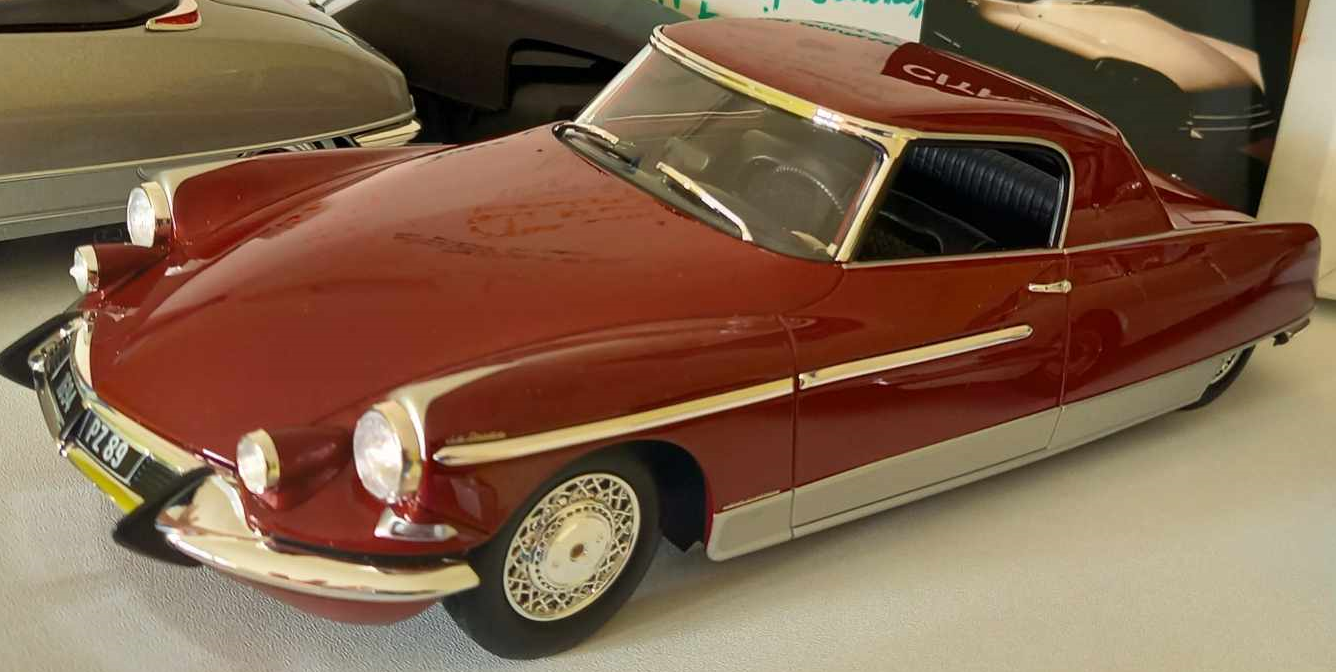
DS 21 Coupé Chapron Le Dandy 1965
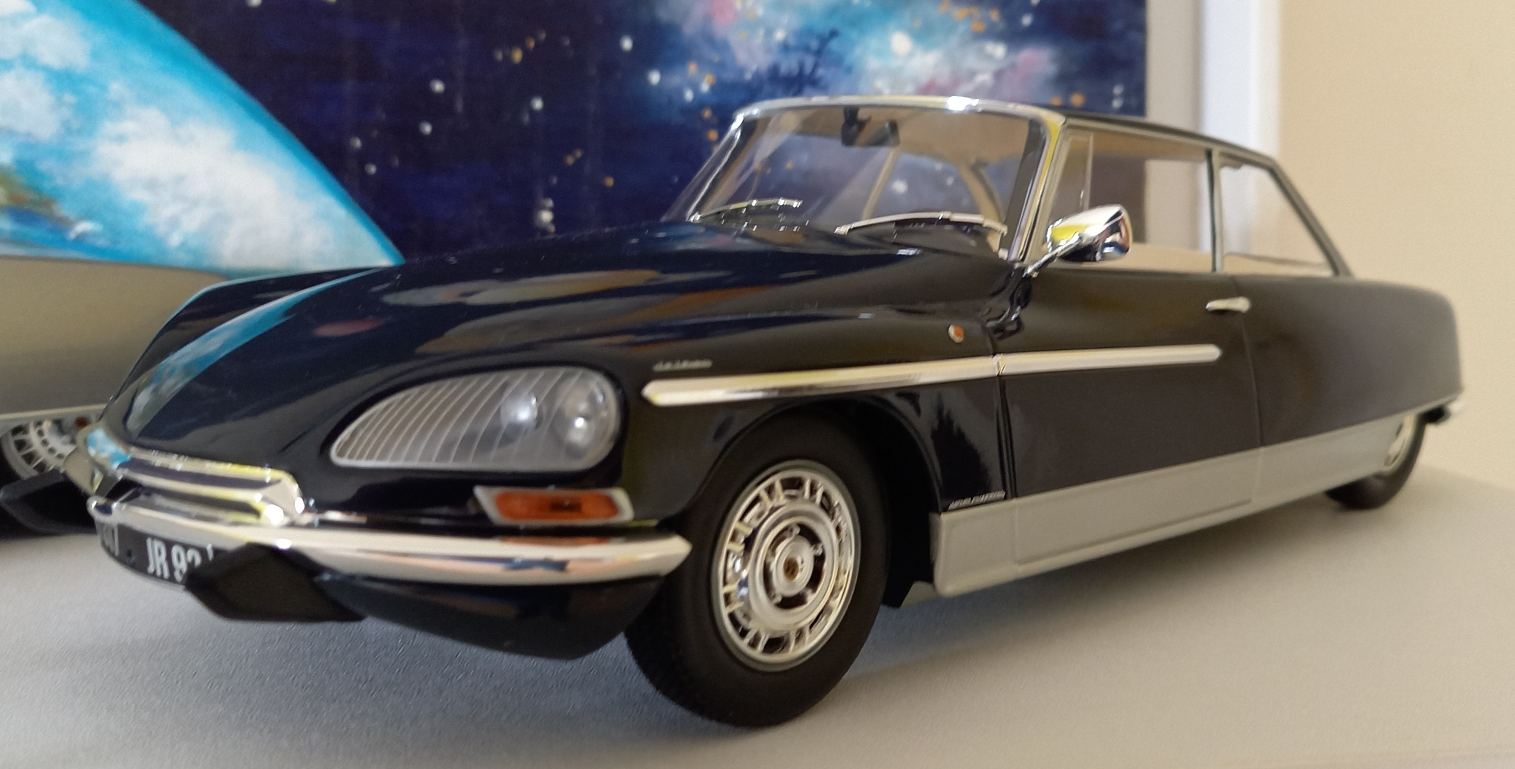
DS 21 Coupé Chapron Le Léman 1968

### DS Vernagallo

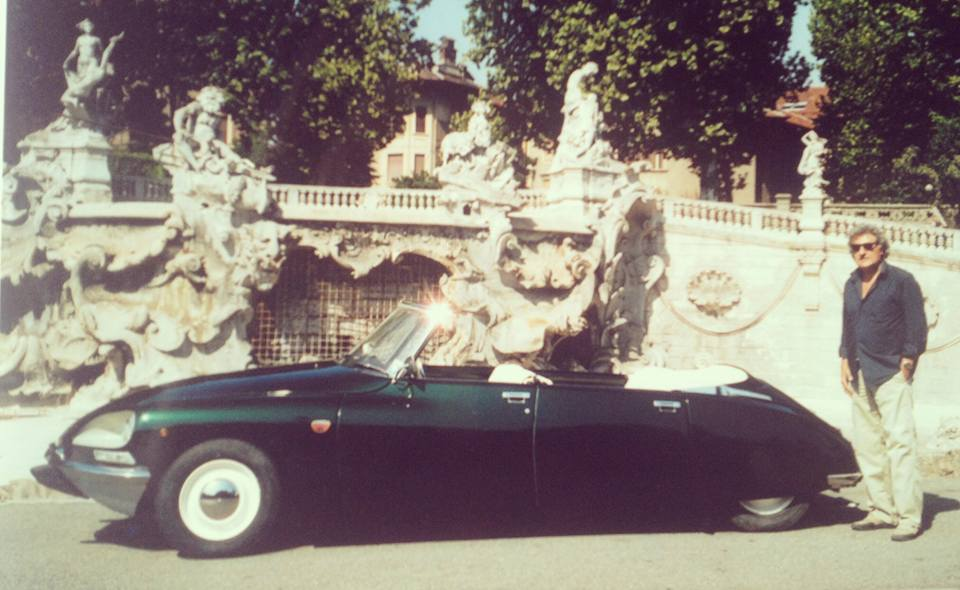
Giovanni Vernagallo 

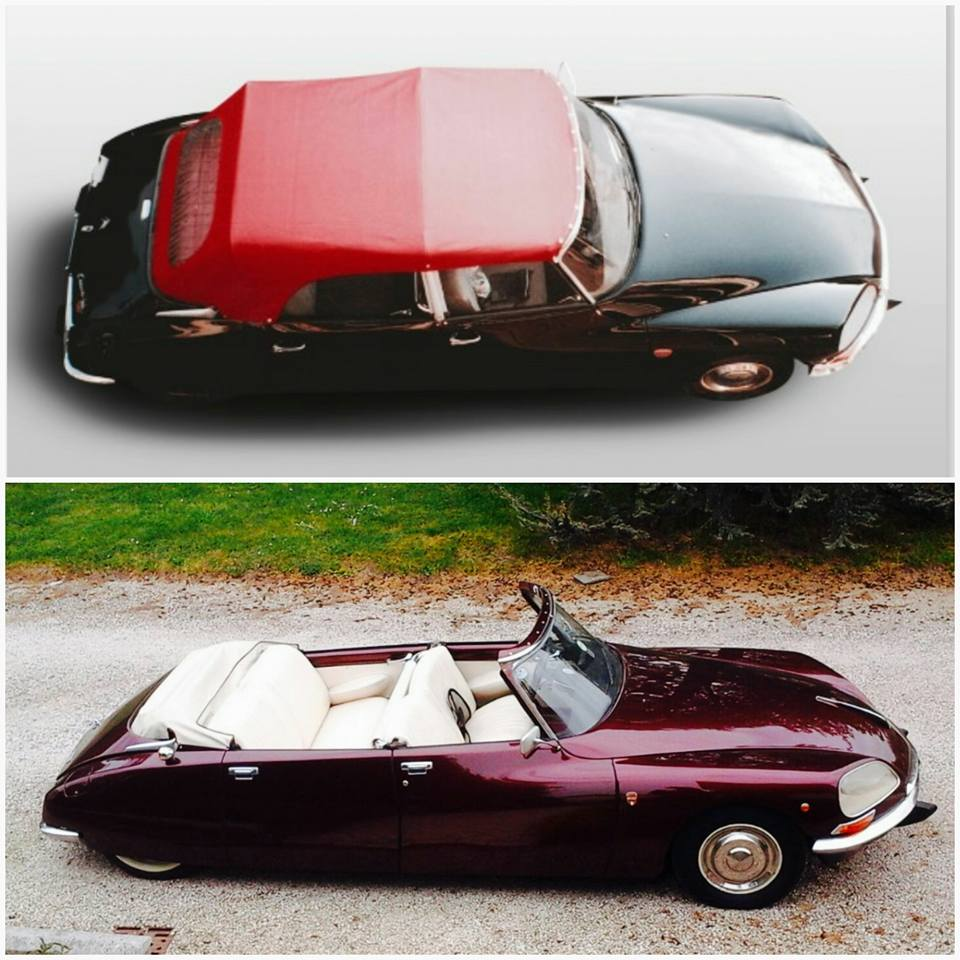
Deux DS Convertibile Vernagallo

, fondateur de l’atelier de carrosserie automobile italienne Vernagallo Stile  à Turin en Italie, a réalisé la transformation en cabriolet de plusieurs modèles de la mythique berline française quatre portes des années 50,.

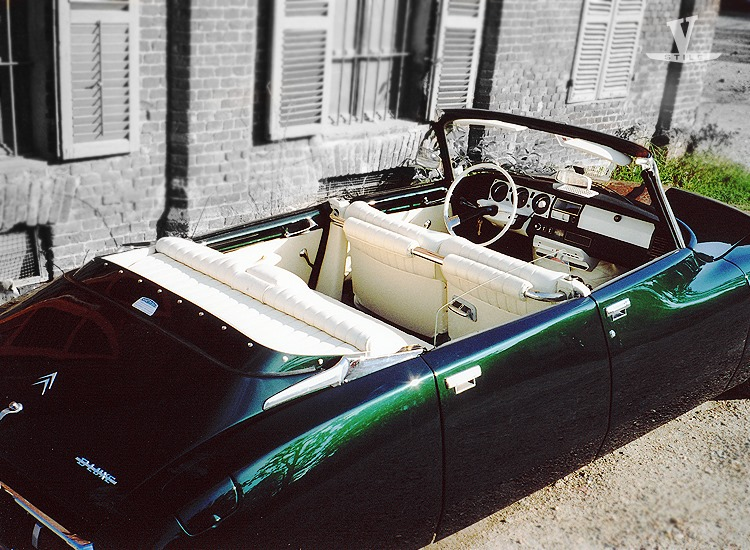
exemplaire export DLuxe

### Reactor

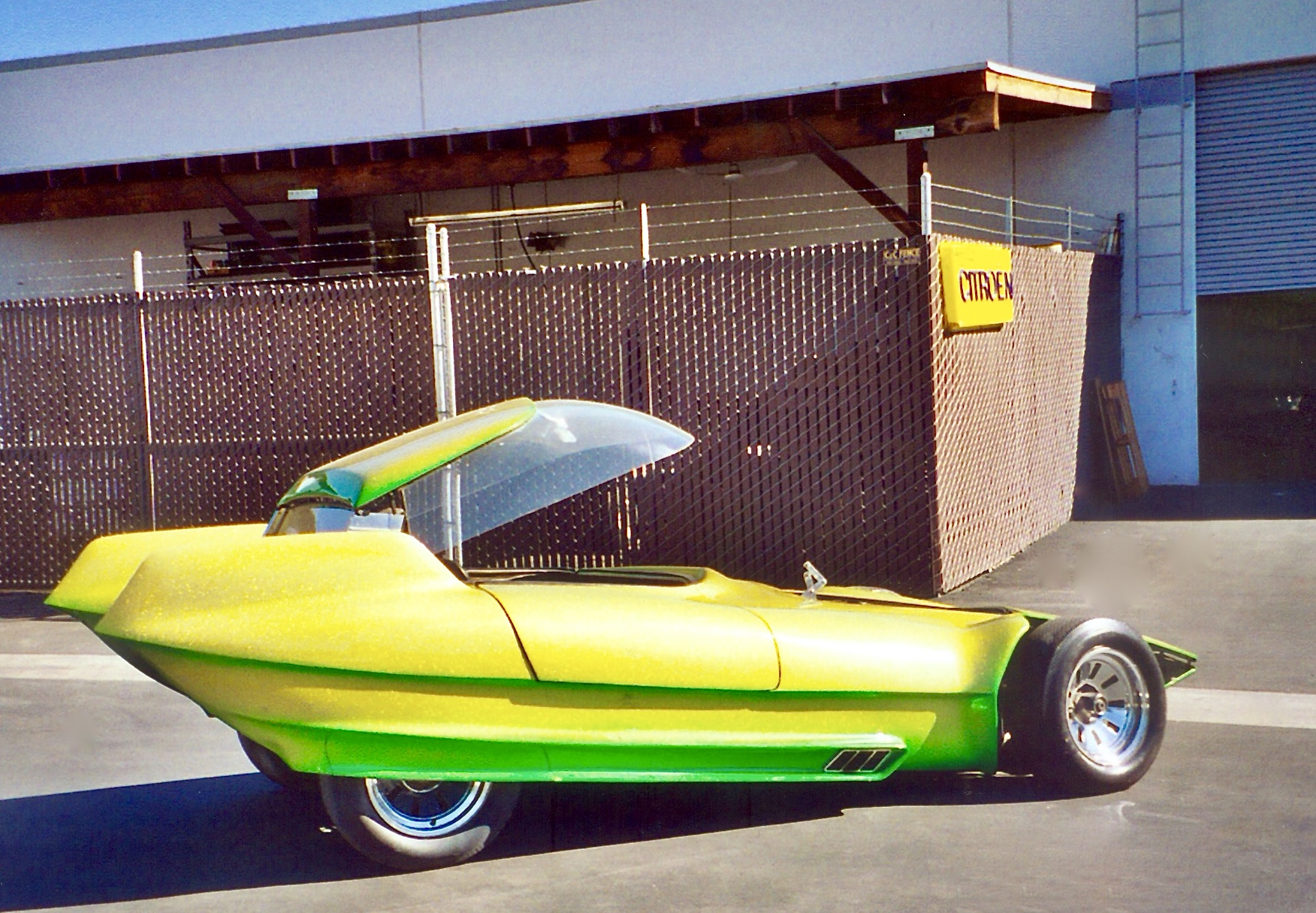
Reactor par Gene Winfield

En 1965, le préparateur automobile hot rod américain Gene Winfield crée la Reactor sur la base de la DS, avec moteur Chevrolet Corvair, traction avant, deux places, six cylindres à plat, le moteur turbocompressé passe à 180 chevaux, carrosserie légère en aluminium. Cette voiture est utilisée pour les séries télévisées Batman (le Batman « New Look » 1964-1969), Ma sorcière bien-aimée, et La Patrouille du cosmos.

### DS prototype V4 2 temps 1970
Au début des années 1970, Citroën eut l'idée de créer une voiture ne comportant que deux vitesses : une marche avant et une marche arrière. Pour ce faire, Citroën plaça un moteur V4 de 1 800 cm3 à injection. Celui-ci développait 120 ch à 5 000 tr/min et surtout 85 ch à 2 000 tr/min. Un deuxième moteur de 200 cm3 4-temps permettait d'entraîner le compresseur.

### DS longues

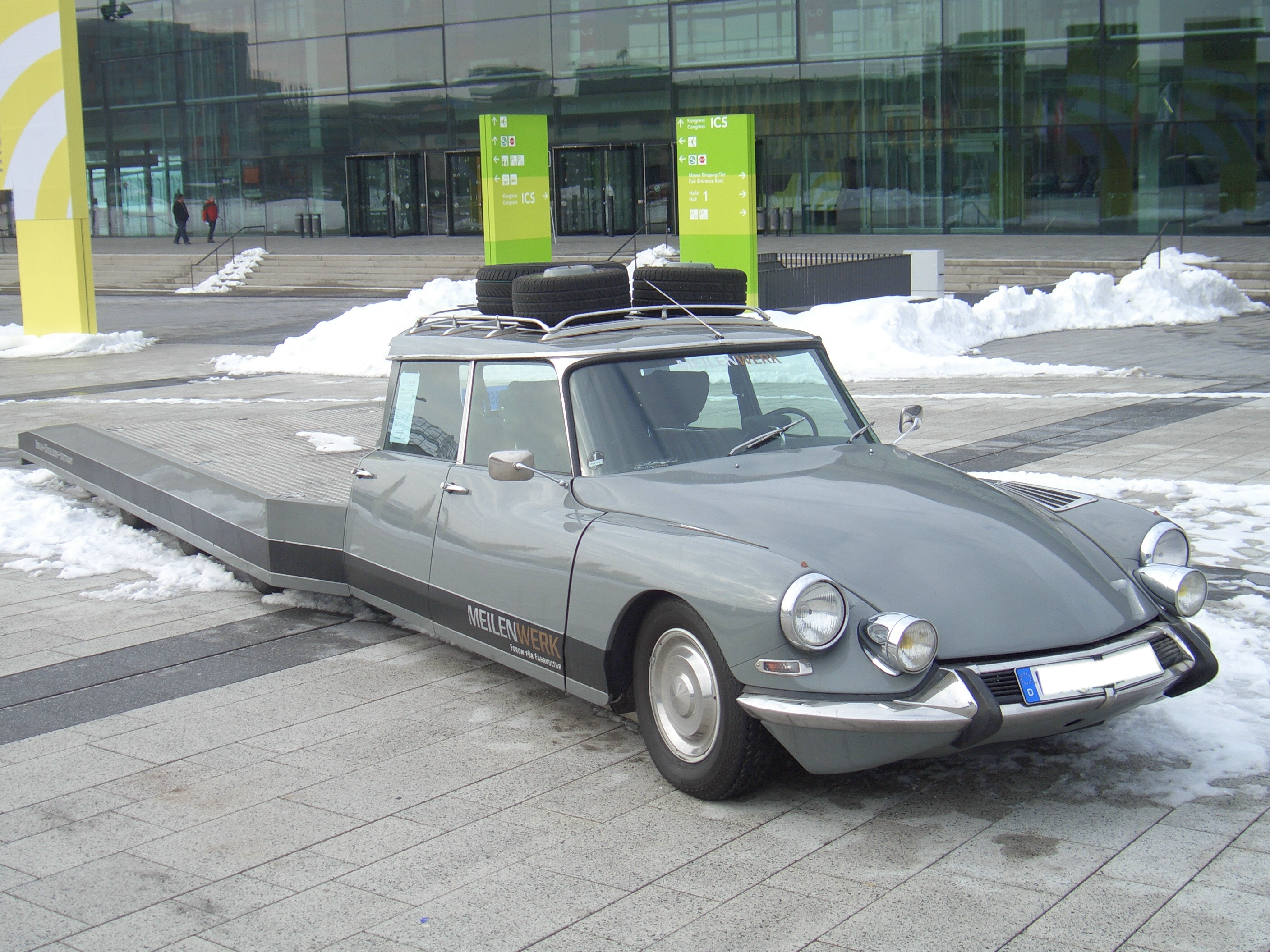
DS Tissier

On peut trouver quelques DS longues à six ou huit roues. Un grand nombre de celles-ci furent allongées par la firme Tissier et servent de plateau porte-voiture ou de fourgon.
L'homme-orchestre Rémy Bricka a fait ses tournées avec une DS longue break puis avec une CX longue à six roues.

## Dans la culture populaire
Pour sa promotion, Gina Lollobrigida pose à son volant à la une de Paris Match.

### Littérature
Roland Barthes lui consacre un passage dans son essai Mythologies (1957) où il analyse les mythes contemporains. 

« La nouvelle Citroën tombe manifestement du ciel dans la mesure où elle se présente d’abord comme un objet superlatif. Il ne faut pas oublier que l’objet est le meilleur messager de la surnature: il y a facilement dans l’objet, à la fois une perfection et une absence d’origine, une clôture et une brillance, une transformation de la vie en matière (la matière est bien plus magique que la vie), et pour tout dire un silence qui appartient à l’ordre du merveilleux. La «Déesse» a tous les caractères (du moins le public commence-t-il par les lui prêter unanimement) d’un de ces objets descendus d’un autre univers, qui ont alimenté la néomanie du XVIIIe siècle et celle de notre science-fiction: la « Déesse » est d'abord un nouveau Nautilus. C'est pourquoi on s'intéresse moins en elle à la substance qu'à ses joints. On sait que le lisse est toujours un attribut de la perfection parce que son contraire trahit une opération toute humaine d'ajustement : la tunique du Christ était sans couture, comme les aéronefs de la science-fiction sont d’un métal sans relais. La DS 19 ne prétend pas au pur nappé, quoique sa forme générale soit très enveloppée; pourtant ce sont les emboîtements de ses plans qui intéressent le plus le public: on tâte furieusement la jonction des vitres, on passe la main dans les larges rigoles de caoutchouc qui relient la fenêtre arrière à ses entours de nickel. Il y a dans la DS l’amorce d’une nouvelle phénoménologie de l’ajustement, comme si l’on passait d’un monde d’éléments soudés à un monde d’éléments juxtaposés et qui tiennent par la seule vertu de leur forme merveilleuse, ce qui, bien entendu, est chargé d’introduire à l’idée d’une nature plus facile. »

Yves Chaland réalise en 1984 la couverture du livre Plein Gaz sur laquelle on peut voir une DS arrêtée à une station-service dont l'habitacle déborde d'essence délivrée par un pompiste distrait par la lecture de son livre.
Olivier Rolin en parle dans Tigre en papier, publié aux éditions du Seuil en 2002.
En bande dessinée
- André Franquin dessinera en 1959 dans le diptyque Zorglub et Z comme Zorglub issu des aventures de Spirou et Fantasio, une ID en mode pilotage automatique.
- Jean Graton dessinera une planche pour le journal de Tintin illustrant une interview de Paul Coltelloni relative à sa victoire au Rallye de Monte-Carlo 1959.
- Edgar P. Jacobs, L'Affaire du collier, 1965, plusieurs strips lors de la poursuite du bijoutier Duranton, par Olrik et Sharkey (sur 3 pages), après une scène de SOS Météores, 1958, où lui et sa bande se retrouvent face à un tank sous les éclairs. Reprise également d'une DS premier modèle, noire cette fois, dans Les Sarcophages du 6e continent par André Juillard et dans Huit Heures à Berlin par Bocquet-Fromental avec une DS moutarde de la première série à Genève.
- Raymond Reding, dans l'album Guitare et dynamite (1961)  issu des aventures de Jari, dessine une course poursuite entre deux DS noires et le taxi DS dans lequel le héros s'est réfugié. Dans l'album Le troisième goal, le héros roule encore dans la DS du docteur Noël.
- Jidéhem dans l'album L'Œuf de Karamazout (1968) de la série des Sophie manque de faire percuter une DS19 avec un engin volant futuriste.

- Emilio Van der Zuiden et Olivier Marin, Les Enquêtes auto de Margot T2 - Les Déesses de la route, éditions Paquet, 2010.

- André Franquin, Gaston Lagaffe - Le Bureau des gaffes en gros, éditions Dupuis, 1973. Page 4 (Gaston aide involontairement une DS blanche à se garer maladroitement). Franquin étant lui-même propriétaire d'une DS et amateur de belles voitures, il en a également utilisé une paire (dont une télécommandée) pour l'introduction du personnage dans Z comme Zorglub, éditions Dupuis, 1961. Dans l'album R2, Gaston Lagaffe est chargé par Fantasio de commander une douzaine de DS19 miniatures pour offrir en primes de consolation du jeu concours de la rédaction. Il commandera malencontreusement des automobiles réelles qui seront livrées par camion porte-autos à l'entrée de la rédaction.

- Roger Leloup, Yoko Tsuno - DS break dans l'album Dupuis de 1972 Le trio de l'étrange; page 46 et dans L'Orgue du diable; pages 17, 18, 24, 25, album Dupuis de 1973.
- Philippe Chanoinat et Philippe Loirat - Les aventures de Raoul Fracassin (Second album LES FLINGUEURS FONT LE MENAGE DANS LA JUNGLE) 2020, en page 11, l'agent secret Raoul Fracassin (pastiche de Lino Ventura) se rend à la FREDMICHAUDIERE en DS 19, Page 11.

### Cinéma
La Citroën DS apparaît dans un nombre incalculable de films au cinéma, elle est quasiment incontournable dans tous les films européens entre 1955 et 1980 dont elle occupe parfois un rôle non négligeable dans bon nombre d'entre eux. Voiture de prédilection des personnages joués par Louis De Funès, elle apparaît également dans des films américains ou britanniques comme véhicule du futur. On peut l'apercevoir dans Retour vers le futur II (où elle est employée comme taxi du futur), dans Dark City, Brazil, Time Out, ou encore Bienvenue à Gattaca, Crooklyn, Simone, Sliding Doors, Les Bérets verts, Ali, Team America, police du monde, Bandits, Buffy, L'Été meurtrier, etc.
Filmographie sélective des cas où sa présence est remarquable :
- Zazie dans le métro (1960) avec Catherine Demongeot ;
- Un soupçon de vison (1962) avec Cary Grant ;
- Les Tontons flingueurs (1963) où elle explose devant l'église

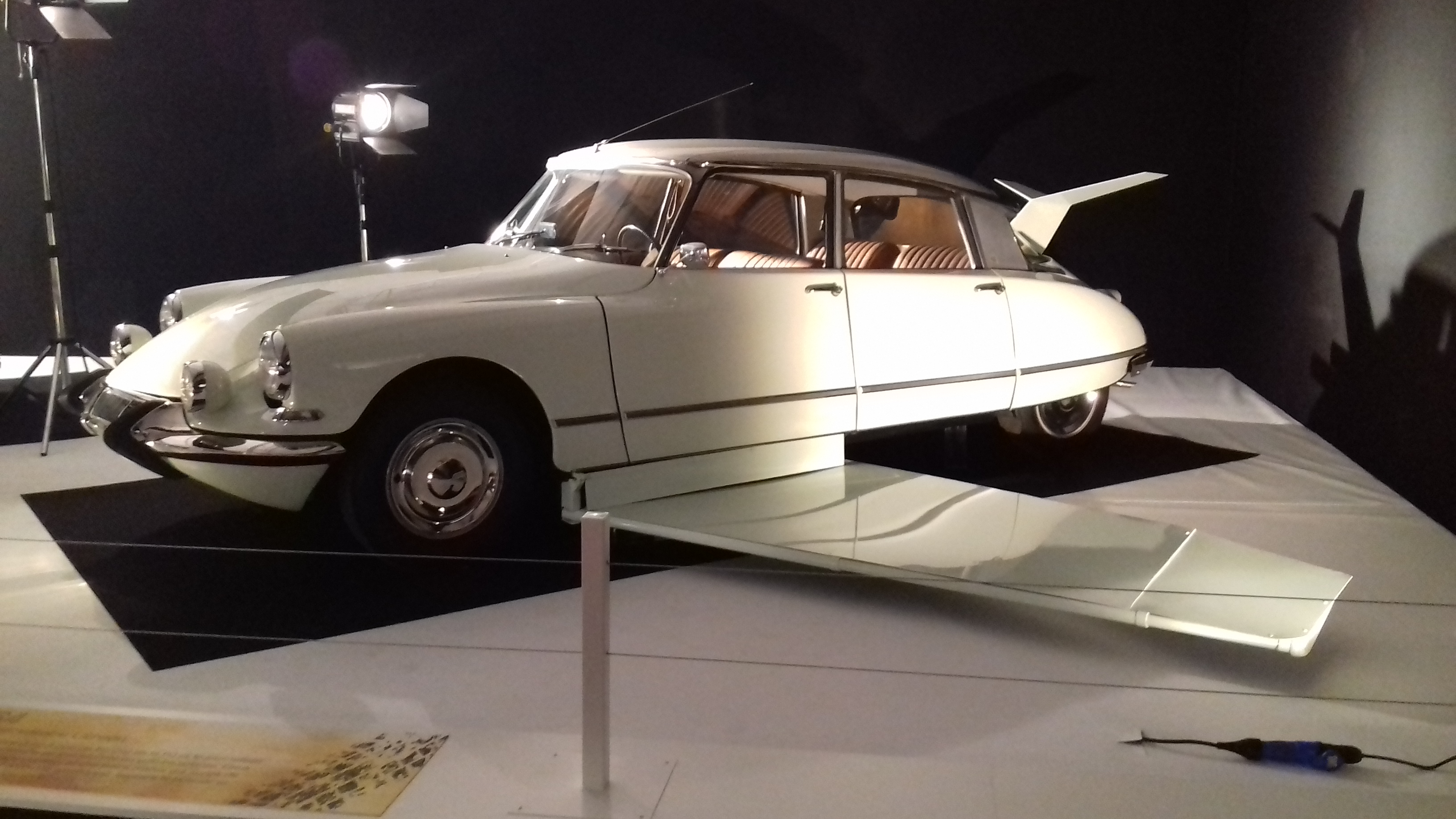
La DS volante de Fantômas utilisée sur le tournage du film, exposée lors de l'édition 2016 du Mondial de l'automobile de Paris.

- Fantômas (1964) où elle est la voiture du malfaiteur Fantômas[1]
- Fantômas se déchaîne (1965) où l'on voit la DS volante ;
- La Bataille d'Alger, (1966) où le propriétaire d'une DS 19 noire entre dans un quartier arabe d'Alger et dépose une bombe qui va déclencher une série de représailles de la part des Algériens ;
- Le Grand Restaurant[35] (1966) où c'est la voiture de Monsieur Septime interprété par Louis de Funès ;
- Trois Enfants dans le désordre (1966) : L'entrepreneur de travaux publics Eugène Laporte (André Bourvil) se déplace en DS
- Les Grandes Vacances (1967) conduite par Louis de Funès ;
- Le Samouraï (1967)[35]avec Alain Delon, qui vole plusieurs DS, voiture de prédilection du personnage principal ;
- Le Cerveau (1969)[1] où une DS de la police, « réquisitionnée » par Bourvil et Jean-Paul Belmondo, termine coupée en deux à la suite d'une poursuite sur le port du Havre ;
- Hibernatus (1969) voiture de Hubert de Tartas (Louis De Funès) ainsi que l'ambulance utilisée pour kidnapper l'hiberné ;
- Jo (1971) Antoine Brisebard (Louis De Funès) possède une DSuper rouge Cornaline (AC 419) ;
- La ville bidon (1971) : Mario le chiffonnier circule tout au long du film en DS dont le toit est sectionné pour imiter un cabriolet
- L'aventure c'est l'aventure (1972), de Claude Lelouch : au moins trois DS ont été utilisées pour la scène de l'évasion du palais de justice ;
- Le serpent (1973) d'Henri Verneuil : agent du contre-espionnage français, Philippe Noiret est victime d'un traquenard d'où il tente de s'échapper au volant de sa DS. Prise sous un feu nourri, sa voiture effectue un tonneau dont il ressort grièvement blessé.
- Quelques messieurs trop tranquilles (1973), la DS des gangsters finira en petits morceaux dans une mare à la suite d'une course poursuite ;
- Chacal (1973) comporte la reconstitution d'un des moments de l'histoire française du XXe siècle, la tentative échouée d'assassinat de De Gaulle en DS dans l'attentat du Petit-Clamart ;
- Les Aventures de Rabbi Jacob (1973)[35], voiture de Victor Pivert (Louis de Funès) qui conduit une DS 21 noire à tableau de bord Jaeger, surmontée du bateau "Germaine II" ;
- Les grands sentiments font les bons gueuletons (1973) : Georges Armand (Jean Carmet) circule en DS Break, entreprenant aussi une course-poursuite avec un autre Break DS, qui se conclut par un accident.
- Les Noces rouges (1973) de Claude Chabrol , où Claude Piéplu, député et mari trompé de Stéphane Audran, guette près de sa DS le retour nocturne de sa femme de chez son amant ;
- Le Silencieux (1973), deux exemplaires, conduits par Lino Ventura (d'abord passager, il réussit à reprendre à pleine vitesse dans Paris le contrôle du premier véhicule, dont le conducteur a été tué sous le tir de tueurs du KGB ; juste après avoir abandonné cette DS, il subtilise une seconde à un automobiliste qu'il menace d'une arme, puis, plus tard, il accidente cette voiture sur une autoroute prise à contresens en fuyant la police) ;
- Les Valseuses (1973)[35], avec « mode d'emploi » : comment voler une DS en enlevant l'aile arrière avec une clef de 19 ;
- La Race des Seigneurs (1974) : le député Julien Dandieu (Alain Delon) entreprend tous ses déplacements à l'arrière de sa DS.
- Au-delà de la peur (1975) , un break ambulance, conduit par des policiers, est utilisé pour suivre en filature les ravisseurs dans la ville de Poissy (Yvelines).
- Le chat et la souris (1975), madame Richard (Michèle Morgan) se déplace en DS 23 injection électronique.
- Pas de problème ! (1975) : Edmond Michalon (Jean Lefebvre) circule avec un cadavre dans le coffre de sa DS.
- La Carapate (1978) ;
- Scarface de Brian De Palma (1983), dans le film, Tony Montana (Al Pacino) et ses acolytes ont posé une bombe sous une DS que conduit un témoin « gênant » accompagné de sa famille ;
- Vivement dimanche ! (1983) : Barbara Becker (Fanny Ardant) entreprend ses investigations pour disculper son patron en ID19
- Le Mariage du siècle (1985), Thierry Lhermitte au volant d'une DS décapotable blanche ;
- Retour vers le futur 2 (1989)[1], elle est utilisée comme taxi volant dans le futur, mais la grande curiosité est qu'on la retrouve aussi lors du retour dans le passé modifié, en semi épave dans une rue en 1985, près de la maison du proviseur ;
- Un été sans histoire (1992), film de Philippe Harel ;
- Vieille Canaille (1992) : Darius Caunes (Michel Serrault) circule en Cabriolet Blanc (avec les ouïes sur les ailes "cendriers")
- L'Homme sans visage (film, 1993), la mère de Chuck conduit sa famille dans une Citroën DS couleur bordeaux ;
- Fantôme avec chauffeur (1996), film de Gérard Oury, voiture de collection de Philippe Bruneau-Teissier (Philippe Noiret) empruntée par son fils adolescent.
- Cold Fever (1996), est un voyage à travers l'Islande dans une DS ;
- Bienvenue à Gattaca (1997), Irène (Uma Thurman) a une DS verte décapotable, à moteur électrique ;
- Un amour de sorcière (1997), dans le film, Michael Firth (Gil Bellows) critique la DS noire de Morgane (Vanessa Paradis), la qualifiant d'épave ;
- Les Démons de Jésus (1997) ;
- Routes secondaires (1997) ;
- La Déesse de 1967 (2000), est un voyage à travers l'Australie dans une DS ;
- Wonder Boys (2000), avec Michael Douglas ;
- The Order (2001), c'est la voiture du professeur Walter Finley (Charlton Heston), il est accompagné de Jean-Claude Van Damme. Il s'en sert ensuite pour faire une course poursuite contre une Mercedes et la DS est finalement détruite quand Van Damme leur fonce dessus à toute vitesse ;
- Wasabi (2001), Michel Muller conduit une DS immatriculée au Japon ;
- Arrête-moi si tu peux (2002) : voitures de la police française[1] ;
- Lord of War (2005), la voiture d'André Baptiste Sr. (Eamonn Walker) ;
- Munich (2005), la DS noire intérieur cuir de l'informateur Louis (Mathieu Amalric)  est montrée plusieurs fois, en gros plan ;
- Madame Irma (2006), conduite par Ludo (Pascal Légitimus) l'ami de Francis (Didier Bourdon) ;
- La Beuze (2006), une DS corbillard noire ;
- Da Vinci Code (2006), la DS qui transporte les parents d'Audrey Tautou est violemment éperonnée par un semi remorque;
- La voiture de mon grand-père (titre original Atrás das Nuvens (pt)) (2007). La DS est utilisée tout au long du film en véhicule à remonter le temps ;
- 2012 (2009), la DS est utilisée par le directeur du musée du Louvre. Dans cette courte scène, on voit la DS subir un attentat dont le directeur du musée mourra ;
- Stella (2008), la voiture des parents de l'héroïne ;
- Hors-la-loi (2010), où elle joue un rôle-clé à la fin du film ;
- Le Monde de Barney (2010), où elle est, pendant une partie du film, la voiture du rôle-titre joué par Paul Giamatti ;
- Thelma, Louise et Chantal (2010) : Dans ce film (Road Movie) , les trois amies se rendent à La Rochelle en DS.
- Les Femmes du 6e étage (2011) : la voiture de Jean-Louis Joubert (Fabrice Luchini) ;
- Les Lyonnais (2011), plusieurs DS apparaissent à de nombreuses reprises dans les scènes se déroulant dans les années 1970 ; on assiste même au braquage d'un convoyeur de fonds roulant en ID break bleue, par des voyous à bord de deux DS. Les DS sont fréquemment montrées en utilisation, avec vitesses élevées, brusques changements d'appuis, manœuvres audacieuses... ;
- La Taupe (film, 2011), une DS blanche avec volant à droite et toit ouvrant est utilisée par les principaux protagonistes et fait de fréquentes apparitions ;
- Time Out (2011), d'Andrew Niccol : une des voitures en vente chez le concessionnaire où Will Salas (Justin Timberlake) achète le cabriolet Jaguar. (Il y a toujours une DS dans les films d'Andrew Niccol) ;
- X-Men : Le Commencement (2011)
- L'immensità   (2022)   La voiture du mari est une rare DS 4 portes cabriolet italienne Vernagallo.
- L'établi (2023) de Mathias Gokalp : Jean-Louis s'est endetté pour acheter une DS, avec laquelle il transporte le comité de base.

### Séries télévisées

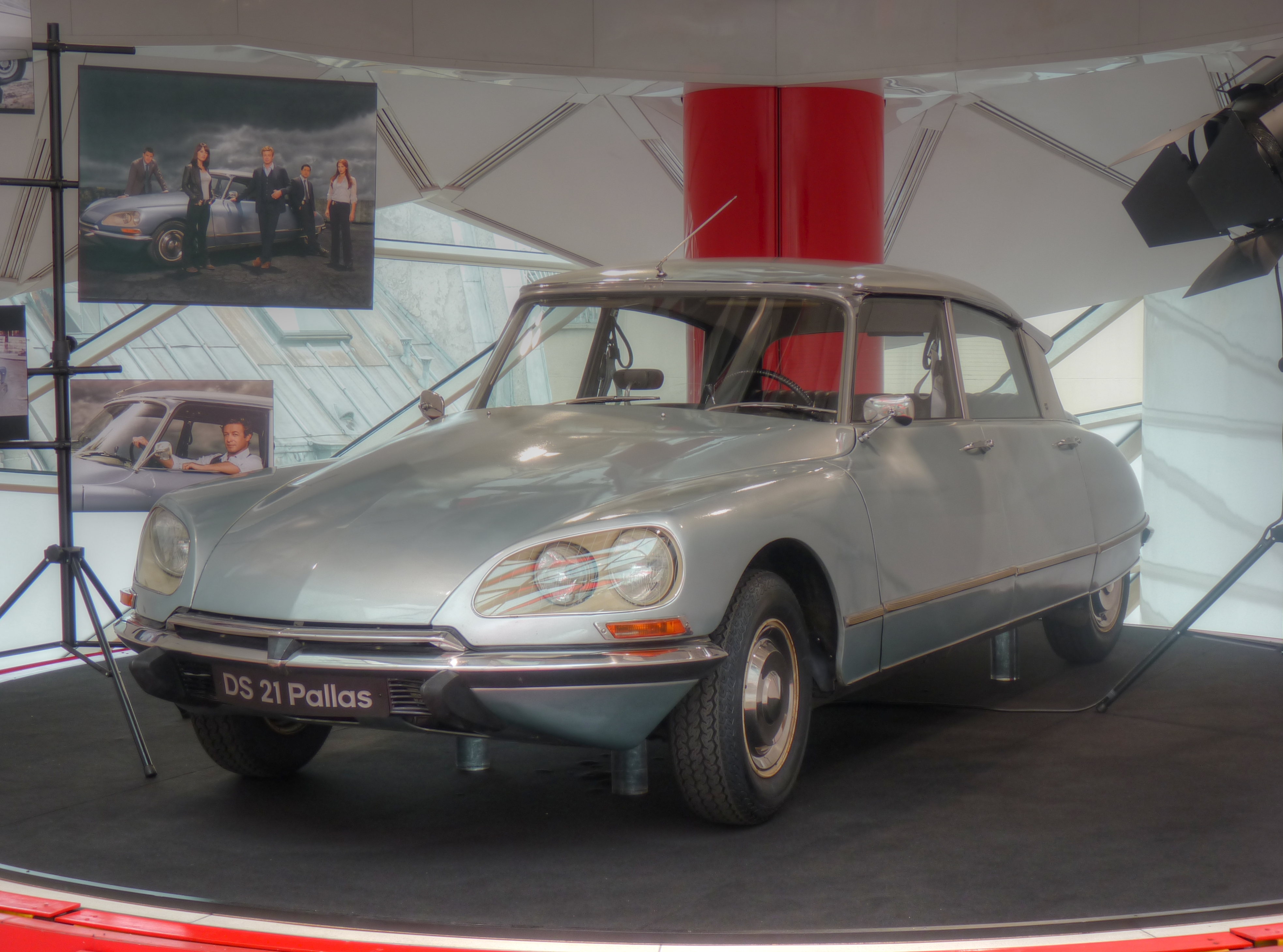
Citroën DS 21 Pallas

- Les Bœuf-carottes : épisode La manière forte : Jean Rochefort et Philippe Caroit se déplacent en DS 19
- Battlestar Galactica, dans Téléchargement, le 17e épisode de la 2e saison : une DS, immatriculée SEXYMOM, est garée dans un parking souterrain sur la planète Caprica.
- Caprica (série télévisée américaine, 2010) : dans Rebirth, le 2e épisode de la 1re saison, il s'agit de la voiture conduite par Joseph Adama (joué par Esai Morales), la série se déroulant dans un environnement rétro-futuriste.
- Preuve à l'appui (Crossing Jordan). Au début de la série le Dr Garret Macy (joué par Miguel Ferrer) conduit régulièrement une DS 21.
- Eureka (série télévisée américaine). Elle apparaît dans le générique comme voiture futuriste.
- Buffy contre les vampires (série télévisée américaine, 1997). Dans la série, Rupert Giles, l'Observateur de Buffy utilise une Citroën DS break puis berline[36].
- Chips (série télévisée américaine). L'officier Baker (Larry Wilcox) arrête sur l'autoroute une DS qui roule sur 3 roues.
- Les Razmoket : Le père de Tommy Cornichon, Jean-Roger en conduit une de couleur bleue.
- Mentalist (série télévisée américaine, 2010). Dans la série, Patrick Jane conduit une DS 20 Pallas semi-automatique de 1972[37]. L'acteur principal, Simon Baker, aurait lui-même demandé que son personnage affectionne une voiture européenne en hommage à Columbo et à sa Peugeot 403. Warner Bros, qui produit la série criminelle, a réutilisé une DS de son propre stock d'autos. Sa carrosserie, rouge à l'origine, a été repeinte en eggshell blue (couleur coquille d'œuf bleu) pour Mentalist.
- Hartley, cœurs à vif (série télévisée australienne). Simon Baker qui incarne le professeur de cuisine Tom Sommers y conduit déjà une DS.
- Hero Corp (série télévisée française, 2008). La Citroën DS est la seule voiture du village.
- Highlander (série télévisée franco-canadienne, 1992-1998). Highlander de Gregory Widen avec Adrian Paul, Stan Kirsch et Jim Byrnes. La voiture est visible dans les épisodes où Duncan MacLeod vit à Paris.
- Peter Graves conduit une Pallas DS21H 1966 gris nacre dans une poursuite en voiture dans Marseille dans la série Mission impossible (épisode La Veuve, saison 2, épisode 1, 1967).
- Warehouse 13 : taxi dans l'épisode 1 de la saison 4.
- Chuck : voiture présente au début de l'épisode 16 de la saison 4
- Destination Danger : superbe DS cabriolet dans l'épisode no 2 de la saison 3 (Le Livre noir (The Black Book)), et d'autres versions de DS dans plusieurs autres épisodes
- Dans l'épisode 11 de la saison 9 de American Dad, le terroriste belge conduit une DS noire.
- NCIS saison 11
- MacGyver Dans l'épisode 16 de la saison 1, MacGyver et Penny s'enfuient à bord d'un DS bleue appartenant au Major Stepan Frolov.
- Géométrie de la mort (ARTE-2020) : le photographe Anton (Stipe Erceg) se déplace en DS (présente sur le générique)

### Clips
- Une DS noire, une DS rouge et une DS grise apparaissent dans le clip du titre Round and Round de Selena Gomez en 2010.
- Une DS grise apparaît dans le clip de titre Unintended de Muse en 1999.
- Une DS noire « TAXI » apparaît dans le clip du titre Cose della vita (« Les choses de la vie ») d'Eros Ramazzotti et Tina Turner en 1993.
- Un cabriolet DS 4 portes apparaît dans le clip du titre Le Parking des anges de Marc Lavoine
- Une DS berline blanche version US apparaît dans le clip Rio Grande d'Eddy Mitchell en 1997
- Plusieurs DS apparaissent dans le clip du titre Mala Vida de Manu Chao
- Une DS rouge apparaît dans le clip du titre La Jument de Michao de Nolwenn Leroy en 2010.
- Dans son clip Unconditionally, la chanteuse américaine Katy Perry apparait couchée sur une DS.
- Une DS noire apparaît dans le clip de la chanteuse et actrice américaine Tatyana Ali Daydreamin' réalisé en 1998.
- Une DS bordeaux apparaît dès le début du clip Baby one more notch de Blind Witness en 2009.
- "Lucky Love" du groupe Ace of Base apparaît une DS cabriolet.

### Musique
Le chanteur RENAUD écrit dans sa chanson Salut Manouche, album Ma gonzesse (1979) son besoin d'évasion en DS "j'me paie une vielle DS ruinée, une caravane et un clébard ...".
Le chanteur Guy Marchand décrit dans son disque "Taxi de Nuit" (Novembre 1981) ses nuits passées au volant de sa D.S. "Dans ma D.S., ma vieille D.S. Qu'est plus de la première jeunesse...".
Le groupe de rock Français Bijou dans l'album Bijou Pop (1981) décrit son amour pour leur véhicule avec le morceau MA DS. "C'est la plus belle de toutes celles que j'ai dans ma vie...".

### Vidéothèque
- Citroën DS - La voiture du siècle ?, VHS (N&B), La Vie de l'Auto, réalisateurs Mickaël Manouri et Thibaut Amant, 1972, SAM vidéo;
- La fabuleuse histoire de la DS, réalisateur Serge Dubor, 1998, diffusion Planète et TV Monde (participation de Frank Margerin).
- DS 19, de Flaminio Bertoni, un film de Danielle Schirman (COLLECTION DESIGN), ARTE/ Centre Pompidou/Lapsus Films, , 26 min, 2006